# Lidingö villastad

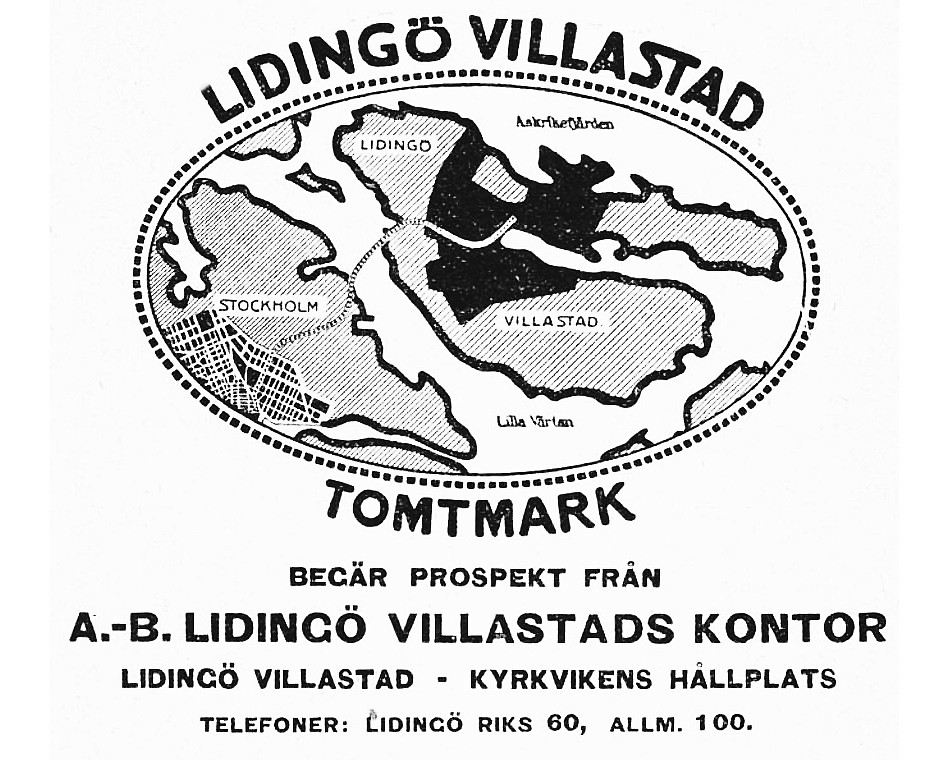
Annons i Stockholms adresskalender 1913.

Lidingö villastad (officiellt Aktiebolaget Lidingö Villastad) var ett investerings- och nybyggnadsprojekt på Lidingön som började sin verksamhet 1906 under Hjalmar Arwin. Det är hans förtjänst att Lidingö förvandlades i början av 1900-talet från jordbruksbygd och sommarviste för välbärgade stockholmsfamiljer till en modern förort för permanentboende. Bolaget övertogs 1941 av Svenska Handelsbanken och 1943 av Lidingö stad och är en del av Lidingö stads tomt AB. Än idag ligger nästan alla vägar och villor kvar enligt den ursprungliga stadsplanen vilken av stadsbyggnadshistorikern Marianne Råberg beskrivs som "ett fantastiskt kulturarv".

## Historik

### Bakgrund

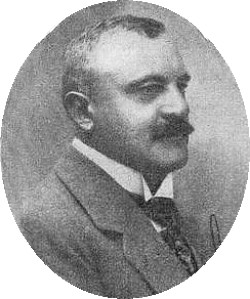
Hjalmar Arwin.

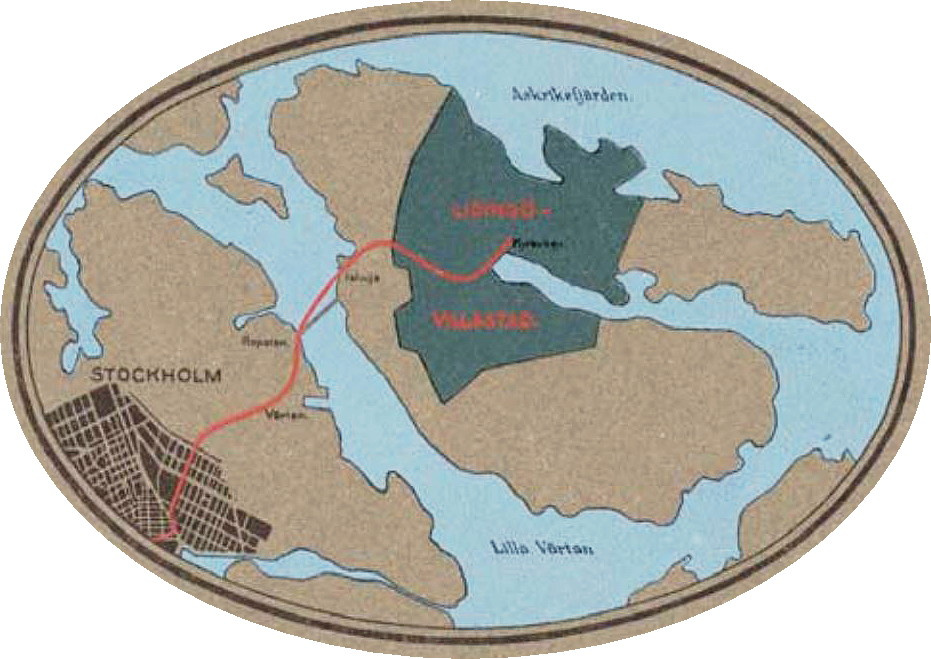
Reklamblad från 1911.

Initiativtagare till bildandet av Lidingö villastad var ingenjören Johan August Hjalmar Andersson (efter 1914 kallade han sig Hjalmar Arwin). Att leva på landet men samtidigt nära en storstad där man hade sina arbetsplatser var ett nytt sätt att bo. Idéerna om denna boendeform hade börjat slå igenom även utomlands. På sina studieresor i England och Tyskland hade Andersson iakttagit de nya strömningarna.
I Sverige fick Andersson tillfälle att realisera sina idéer tillsammans med bankmannen Henrik Palme, grundare av Djursholms villastad. I Djursholm ritade Andersson omkring 40 villor men även större anläggningar, bland annat Djursholms idrottspark. Han var själv bosatt i Djursholm och bodde i den 1898 av honom ritade och byggda Villa Solgårda. Andersson bodde här till 1914. Därefter flyttade han till Lidingö och planerade att bosätta sig på Hustegaholms gård som ingick i Lidingö villastad. Där lät han riva den mycket förfallna huvudbyggnaden i avsikt att uppföra en ny permanentbostad för sin familj men dessa planer skrinlades och Hustegaholm nyttjades bara som sommarställe. Verksamheten i Djursholm gjorde honom till en förmögen man. Det låg nära till hands att han ville starta ett eget villastads-projekt och han fastnade för Lidingö med dess närhet till huvudstaden och dess lantliga och oberörda karaktär.

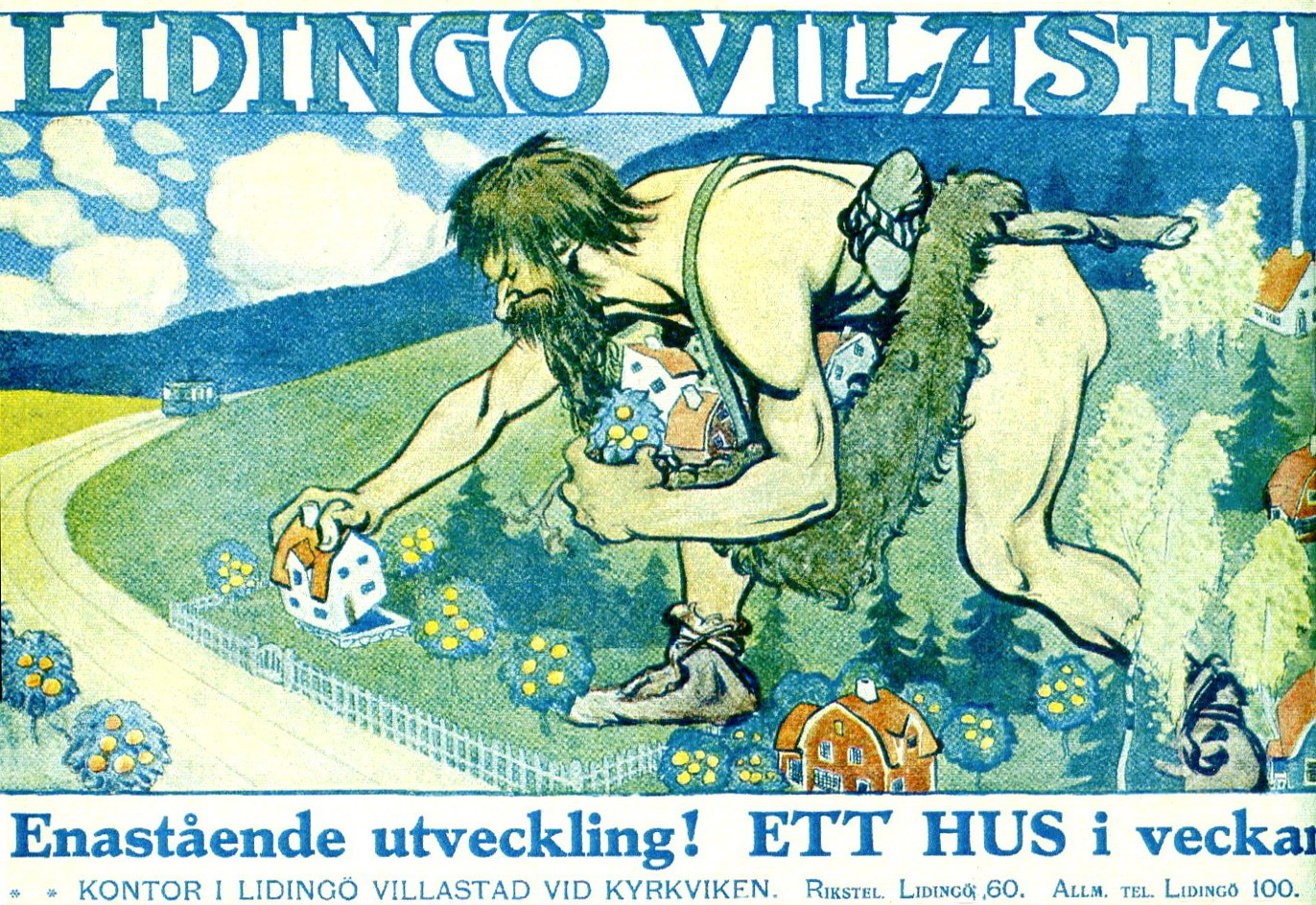
Annons i Lutfisken, 1912.

För att lyckas var Hjalmar A. Andersson tvungen att skapa ett fullständigt nytt samhälle från grunden där det tidigare bara funnits några bondgårdar och sommarvillor. Det krävdes en tilltalande stadsplan, en fungerande infrastruktur med goda kommunikationer till och från Stockholm, vatten och avlopp samt närhet till affärer och skolor. För att locka intressenter till Lidingö behövdes även nyheter som elektricitet och telefon. 
Därtill kom det nödvändiga kapitalet och skicklig marknadsföring. Han förstod vikten av PR och reklam och annonserade flitigt i bland annat tidskriften Lutfiskens första nummer från 1912 med Hasse Zetterström som grundare och redaktör. Där syns en stenåldersklädd jätte som plockar fram villor på löpande band medan spårvagnen närmar sig i bakgrunden. ”Enastående utveckling! ETT HUS i veckan” stod det under illustrationen. Arwin samlade allt som stod om villastaden i tidningar. Att Andersson lyckades berodde även på hans enorma energi, att han omgav sig av duktiga medarbetare och att han var lyhörd för tidens strömningar.

### Markförvärv och spårvägslinjer
Genom ett lån från Stockholms Inteckningsbank på 565 000 kronor kunde den då 33-årige Hjalmar A. Andersson börja förvärva nästan en fjärdedel av Lidingöns totala yta. Mellan 1904 och 1905 köpte han egendomarna Bo med Bosön, Hersby, Hustegaholm, Rudboda och Vattängen. I mars 1906 bildade han sedan AB Lidingö Villastad, där han själv blev verkställande direktör med aktiemajoritet, samtidigt sålde han sina markförvärv till det nya bolaget.
Bolagets organisation
- Verkställande direktör: Ingenjör Hjalmar A. Andersson
- Disponent: Ingenjör Erik Andersson
- Arkitekt: Alf Landén
- Stadsplanering: Per Olof Hallman
- Kassör: Kabinettskammarherre Oscar Holtermann

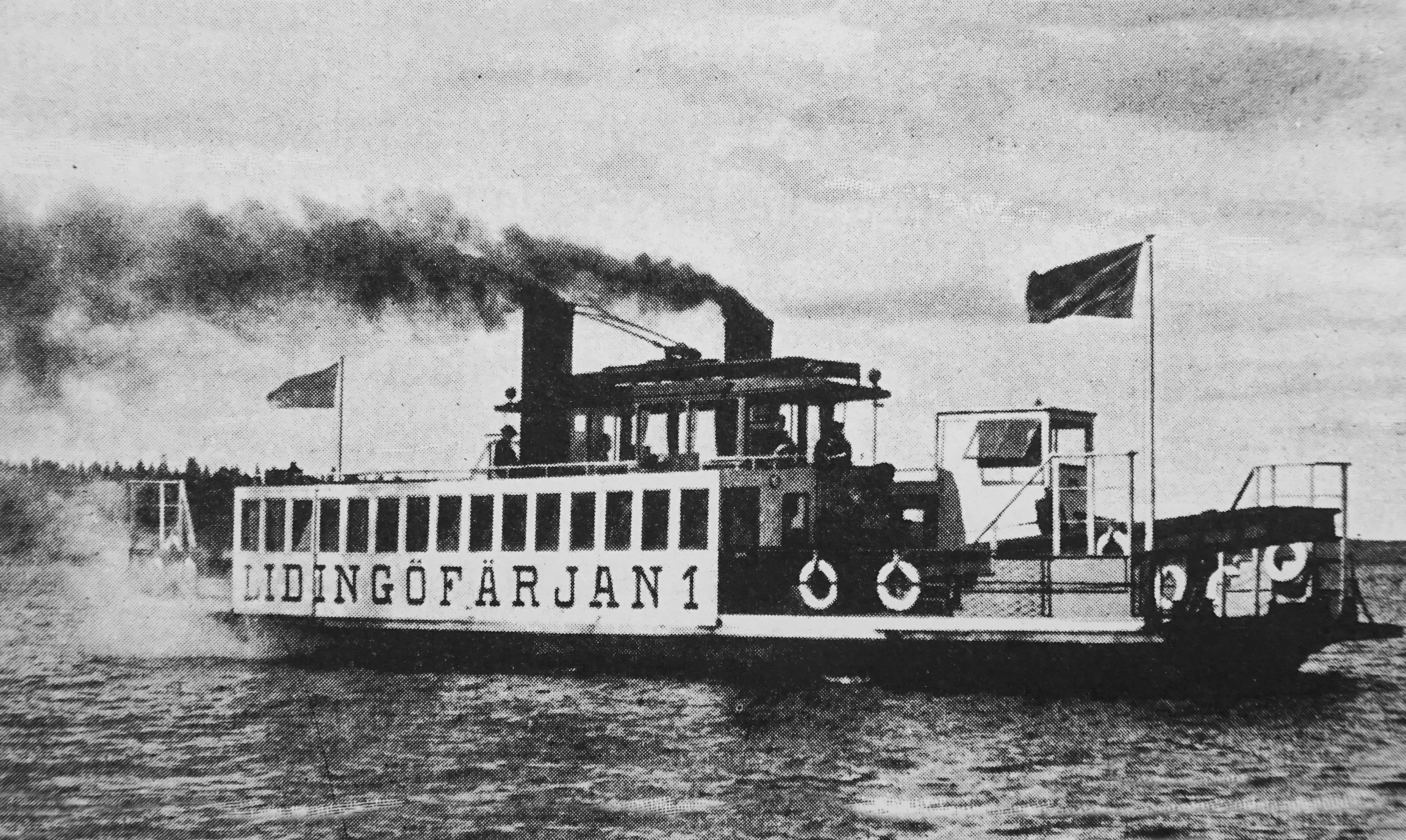
"Lidingöfärjan 1", med spårvagn ombord.

Man började genast bygga upp ett villasamhälle av modernaste snitt. För stadsplanearbetet engagerades den framstående stadsplanearkitekten Per Olof Hallman från Stockholm och för att skapa snabba och säkra kommunikationer till och från Stockholm bildades Lidingö Trafik AB (Norra Lidingöbanan) som drevs av Stockholms Nya Spårvägsaktiebolag (SNS). AB Lidingö Villastad fick ett aktiekapital om 3 250 000 kronor och Lidingö Trafik AB om 750 000 kronor.
Redan 1907 var första delen av Norra Lidingöbanan klar mellan Islinge och Hersbyholm och två år senare kunde man ta spårvagnen på Sveavägen (dagens Kyrkvägen) till ändhållplatsen vid Kyrkviken. Någon bro mellan Stockholm och Lidingö som kunde bära spårvagnar fanns inte därför transporterades spårvagnarna på den specialbyggda Lidingöfärjan 1 mellan färjelägen Islinge och Ropsten. De resande fick sitta kvar och från Ropsten kunde man nå stadens spårvägsnät.
På Hallmans karta från 1911 och den slutgiltiga stadsplanen från 1913 framgår även att det fanns planer på att anlägga ytterligare två spårvagnslinjer (markerad med lila och "E₂": järnvägs- och spårvägsändamål) som skulle gå på Vasavägen respektive nuvarande Södra Kungsvägen med avgrening vid Vasavägens hållplats söder om kvarteret Holmia. Planerna realiserades aldrig på grund av första världskriget.

### Stadsplanering

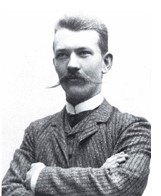
P.O. Hallman.

Hallman utarbetade ett första utkast till stadsplan 1907 som uppföljdes av en mera detaljerad karta 1911. I den redovisades samtliga namngivna kvarter med cirka 750 fastigheter och även ”tomter till salu” (ljusgrönt) respektive ”sålda tomter” (mörkgrönt). Villorna anordnades centralt på de cirka 2 000 kvm stora tomterna. Hallmans stadsplaneförslag för Lidingö villastad präglades av tidens nya ideal inspirerade av den österrikiska stadsplaneraren Camillo Sitte. Den klassiska rutnätsplanen med strikta kvadratiska eller rektangulära gatukvarter avlöstes av slingrande vägar och oregelbundna kvarter. Tanken var att terränganpassa byggandet och att ta tillvara områdets särart. Det blev många besök för Hallman och gruppen kring honom i de områden där villastaden köpt upp mark för att bygga, innan de ritade de slutliga planerna. Ofta försökte man behålla värdefulla hus och istället för rivning anpassa stadsplanen.
Mitt bland alla villakvarter föreslog Hallman en större sammanhängande park Bredablickshöjden, ursprungligen en skogbeväxt kulle 31 meter över havet. På Hallmans första förslag från 1907 framgår ett tät, slingrande nät av parkvägar och ett utsiktstorn på högsta punkt. Så blev det inte utan ett friluftsbassängbad anlades, 33 meter lång, 13 meter bred och 2,25 meter djup, som matades med rinnande vattenledningsvatten. Ytterligare en park skapades kring den historiska gården Hersbyholm.
Lidingö villastad gav inte bara plats åt villor på stora tomter utan man tillämpade även "sammanbyggda enfamiljshus", alltså en tidig form av radhus. Lidingö blev därmed först i Sverige att uppföra radhus som boendeform. Äldst är radhusen i kvarteret Canada byggda 1907–1908 och i kvarteret Tegen byggda 1908-1909. Tidigt planerades också för en mera stadsmässigt bebyggelse med flerbostadshus och affärslokaler i anslutning till Lidingöbanans dåvarande hållplatsen "Vasavägen" som var tänkt som centrum för villastaden. Den ena byggnaden uppkallas efter hållplatsen "Vasaborgen" som planerades redan 1913 men byggdes inte förrän 1923 då med Anton Wallby som arkitekt. I byggnaden låg bland annat biograf Vasaborgen. Den andra byggnaden kallas "Centralpalatset" som uppfördes 1913 mittemot Vasaborgen efter ritningar av Alf Landén. I bottenvåningen fanns bland annat apoteket Tärnan och butiken Varia med hygienartiklar samt den kooperativt drivna livsmedelsaffären Svenska Hem. Som framgår av stadsplanen från 1913 var Centralpalatset bara den västra delen av en större sammanhängande bebyggelse (markerad med röd och "A": slutet byggnadssätt) som inte fullbordades. Istället uppfördes här några punkthus på 1940-talet. Vasaborgen och Centralpalatset har enligt kommunen ett högt kulturhistoriskt värde.
Lidingö blev inte köping förrän 1910 och först då behövde man följa lagen om att ha en stadsplan. Staden skulle ta över och köpa gatumark, mark för allmänna platser och infrastruktur från de olika villabolagen. Hallmans utkast och kartor uppfyllde inte kraven som Lidingö köping ställde och fick överarbetas och kompletteras. Den slutgiltiga stadsplanen upprättades efter Hallmans idéer av Kommunaltekniska byrån under ledning av civilingenjör Nils Gellerstedt och vann laga kraft den 7 februari 1913.

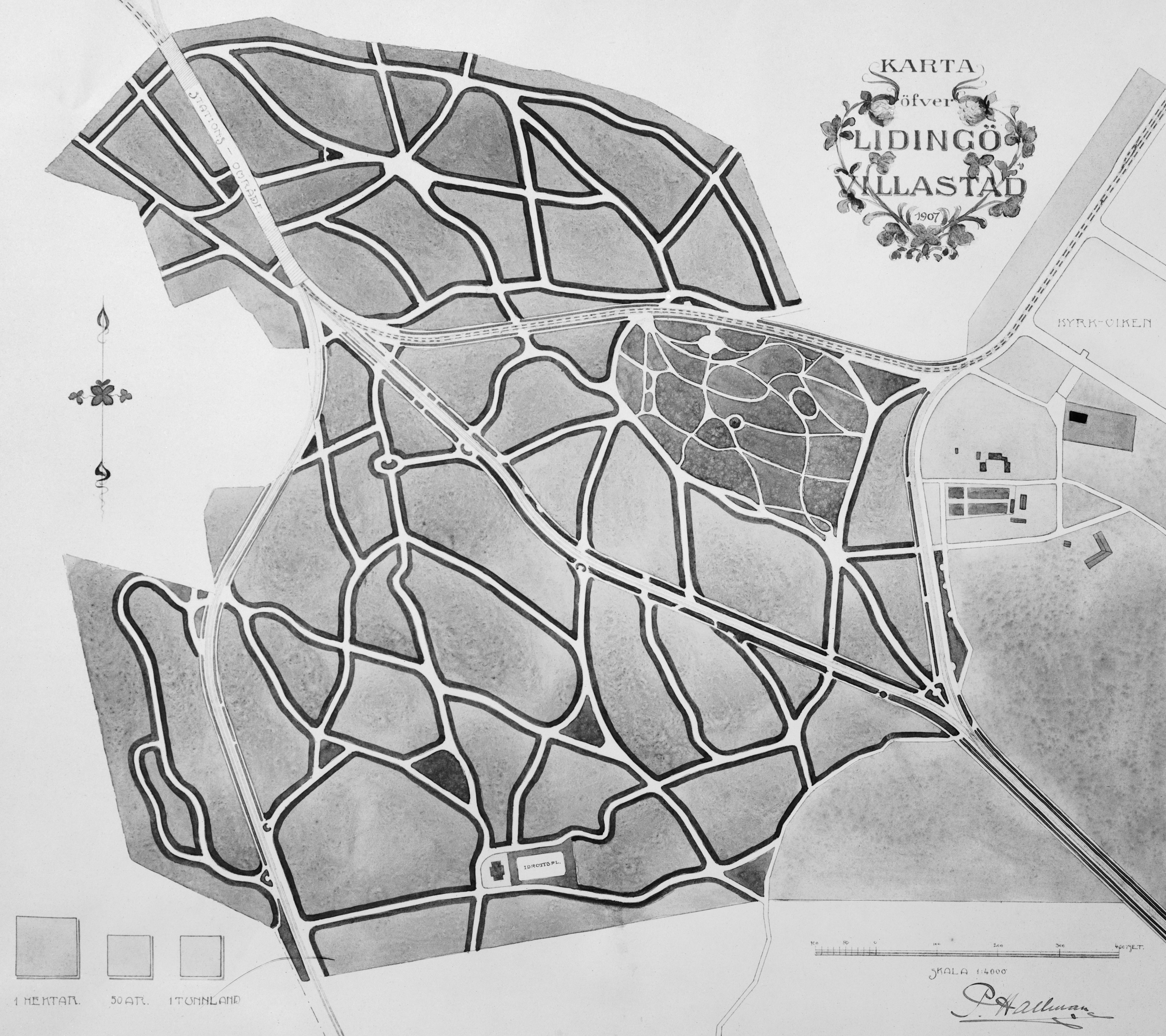
Hallmans första utkast, 1907.
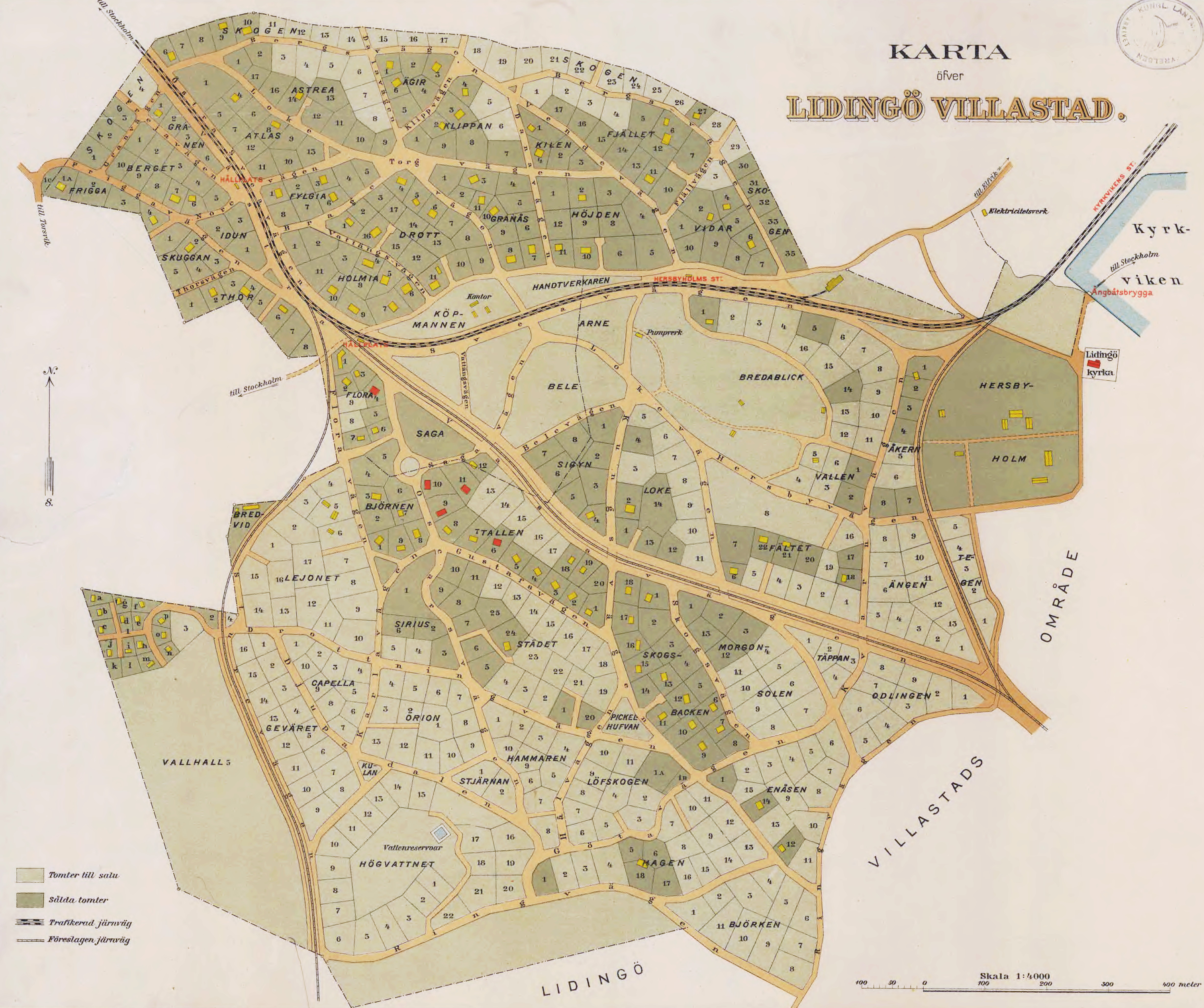
Hallmans fastighetskarta, 1911.
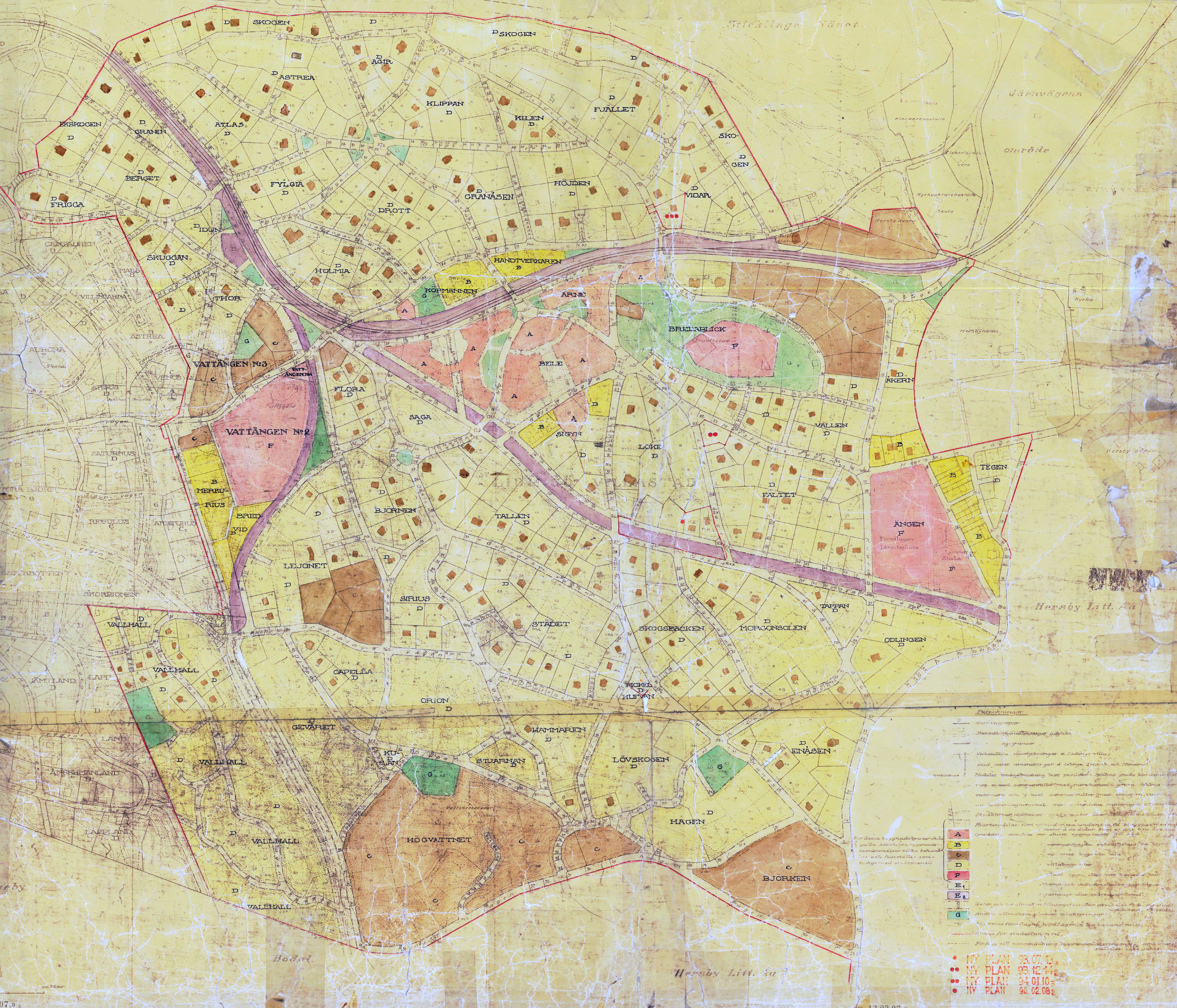
Stadsplanen från 1913.
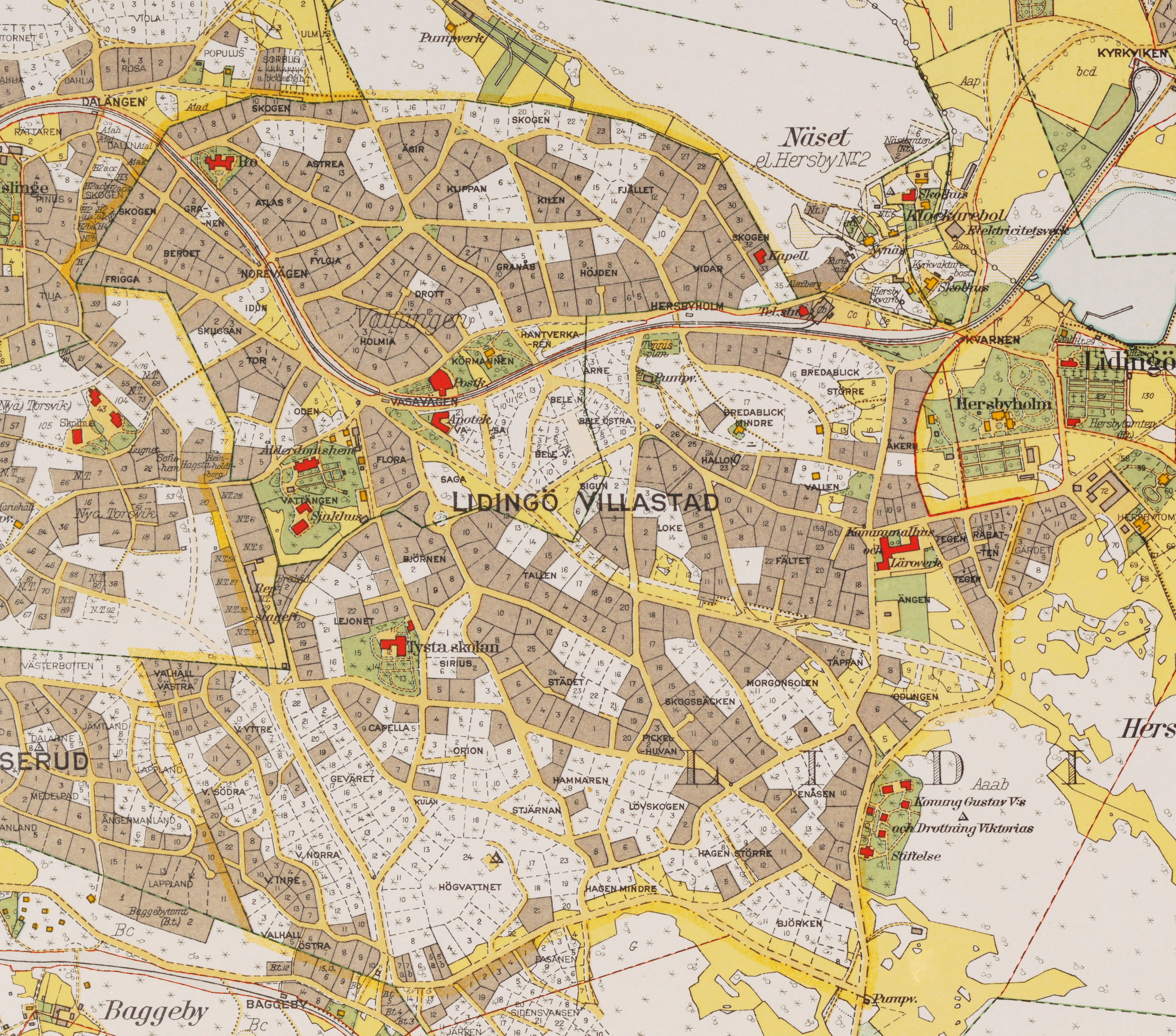
Samma utsnitt på en karta från 1920-talet.

### Infrastruktur
För att försörja Lidingö Trafik AB och det växande samhället med elektricitet byggdes Lidingö elektricitetsverk som togs i drift 1910 och lades ner först på 1970-talet. Elektriciteten alstrades av fyra dieselmotordrivna generatorer som redan 1907 matade 532 lampor och 36 ytterbelysningar i villastadens gator, och vänthallar. En ny telefonstation (idag kallad Telefonvillan) invigdes 1911 i Hersby inte långt från spårvagnshallen och elektricitetsverket. Området vid Kyrkviken blev något av ett tekniskt centrum för den nybildade villastaden. En vattenledningsreservoar med utsiktstorn byggdes på kullen där Hersby vattentorn står idag. Vattenreservoaren rymde 1 000 m³ vatten som kom från tre pumpstationer med djupborrade brunnar.
Under sitt första verksamhetsår 1906/1907 genomförde Lidingö villastad bland annat följande större infrastruktursatsningar:
- 17,6 km terrasserade vägar
- 11,0 km gångbanor av trä
- 13,4 km vattenledningar
- 13,2 km avloppsrör

År 1910 hade bolaget investerat 3,1 miljoner kronor i infrastrukturen omfattande bland annat järnvägsspår, färja, färjelägen, elektricitetsverk med ledningar, vägbyggen samt vatten- och avloppsledningar. 1911 kunde en informationsskrift meddela att den nya villastaden "genomkorsades" av nyanlagda vägar med vattenlednings- och avloppsrör, telefonkablar och elektriska ledningar. Vidare hette det att "skogen och åkerfälten hafva genljudit af bergsprängarens dynamitskott och timmermännens yxor".

### Villastadens uppgång och den tidiga bebyggelsen

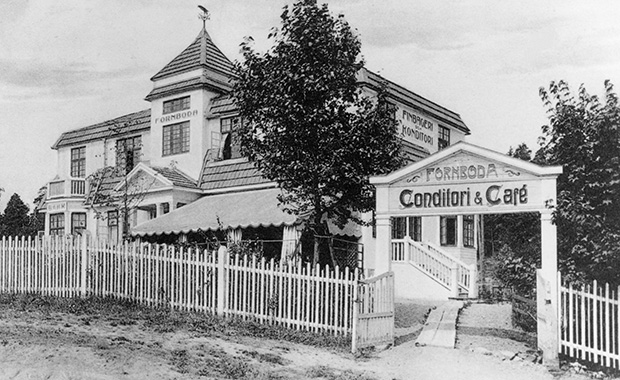
Kafé Fornboda.

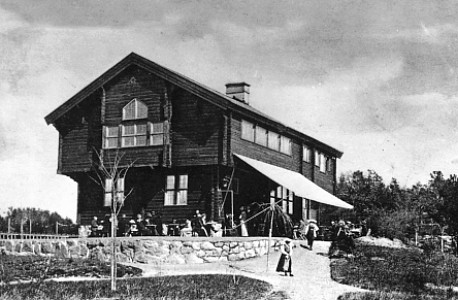
Restaurang Höganloft.

Den nära nog perfekta infrastrukturen bidrog till att tomtförsäljningen blev en omedelbar succé och överträffade till och med bolagets egna förväntningar. De första fastigheterna som bebyggdes var i kvarteret Holmia beläget mellan dagens Holmiavägen, Stockholmsvägen och Lejonvägen. Kvarteret har fortfarande en mycket välbevarad och genuin miljö från 1900-talets början. Villorna i området har till stor del ursprungliga exteriörer i nationalromantik, jugendstil och jugendbarock.
Bland villorna i kvarteret Holmia märks Villa Siri Carlesson (Holmia 10, dåvarande 6) som uppfördes 1906–1907 efter ritningar av arkitekt Albin Brag. Grannen, Villa Fornboda (Holmia 12, dåvarande 9) från 1907 ritades av Carl Kempendahl och David Lundegårdh som affärs- och bostadsbyggnad. Huset har under åren använts till olika ändamål, bland annat bostad, konditori/café med bageri, småskola, bank, polisstation och frisersalong. Fornboda är sedan 1998 är plats för Lidingö museum. Villa Solgården (Holmia 9, dåvarande 10) tillkom samtidigt och ritades av samma arkitekter som Fornboda. Kvarterets och troligen även villastadens äldsta färdigställda hus är Skeppargården från 1906 (Holmia 11, dåvarande 7) vid dagens Stockholmsvägen 61. Kvarterets praktfullaste och mest monumentala byggnad är Villa Oldenburg (Holmia 1) som uppfördes 1909–1910 för vice häradshövding och notarius publicus Uno Oldenburg efter ritningar av Per Olof Hallman. Tomten för Holmia 1 är den största i kvarteret och en sammanslagning av dåvarande Holmia 1, 2, 3 och 11.
Nyåret 1907 hade man redan sålt 158 tomter mot kalkylerade 150 på fem år och åren 1906 till 1910 såldes över 450 tomter. Vid 1910 års slut uppgick försäljningssumman till 2 375 000 kronor. Sitt första kontor hade AB Lidingö Villastad i Vattängens gård som 1906 anpassades till den nya verksamheten. Byggnaden kom även inrymma den av bolaget inrättade småskolan. Två år senare fanns där också ett postkontor. År 1909 lämnade villabolaget Vattängen och flyttade till radhuskomplexet i kvarteret Canada. Villabolaget flyttade dock tillbaka till Vattängen efter några år där man var kvar till 1943 när Lidingö stad tog över och flyttade in med olika verksamheter. Byggnaden existerar fortfarande och ligger vid dagens Stockholmsvägen 62. Numera finns här Medborgarskolan och Lidingö vävstuga.
År 1909 öppnade Restaurang Höganloft vid Kyrkviken, Norra Lidingöbanans slutstation och tänkt som samlingsplats för den nya villabebyggelsen som började växa upp i grannskapet. Byggnaden ritades av arkitekten Jacob Gate i fornnordisk stil och fungerade efter kafé- och restaurangtiden under många år som Lidingös hemvärnsgård. Formgivningen återspeglar dåtidens intresse för forntid och allmogekultur. Byggnaden har i en detaljplan från 2005 fått en Q-märkning vilket innebär att exteriören ej får förvanskas.

### Brofrågan
Ett svårlöst problem blev dock brofrågan, alltså en fast Lidingöbro för fordons- och spårvagnstrafik över Lilla Värtan. Redan 1905 hade Hjalmar A. Andersson motionerat i Lidingös kommunfullmäktige om en bro där tågen från Lidingöbanan snabbt kunde passera på sin färd till och från Stockholm. 1906 skissade arkitekt Alf Landén på ny bro som dock ingen vid den tidpunkten kunde bygga. Brofrågan förhalades ständigt och det började skära sig mellan Hjalmar Andersson och Lidingös kommunalpolitiker. Den enkla pontonbron från 1884 fick vara kvar till 1925. Via den brukade Andersson i sin bil hämta tomtspekulanter från Stockholm.

Historiska bilder
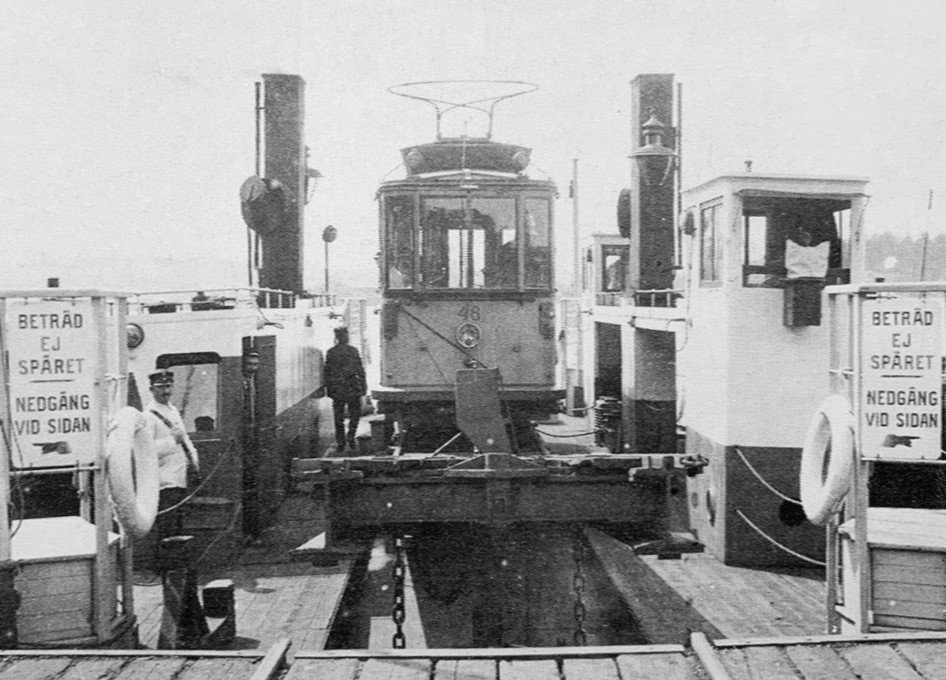
Färjeläget Islinge, 1910.
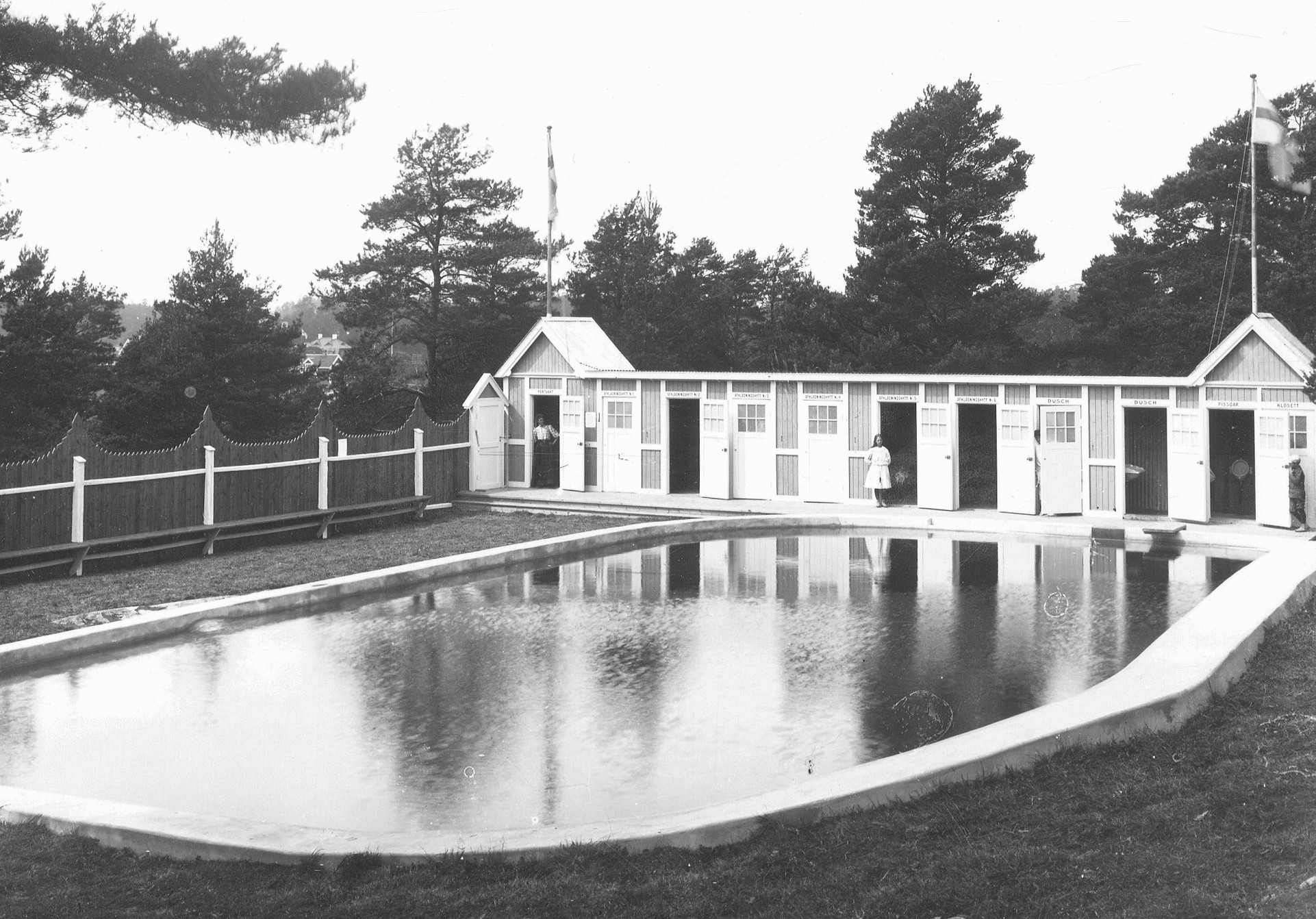
Bredablicks friluftsbad, 1911.
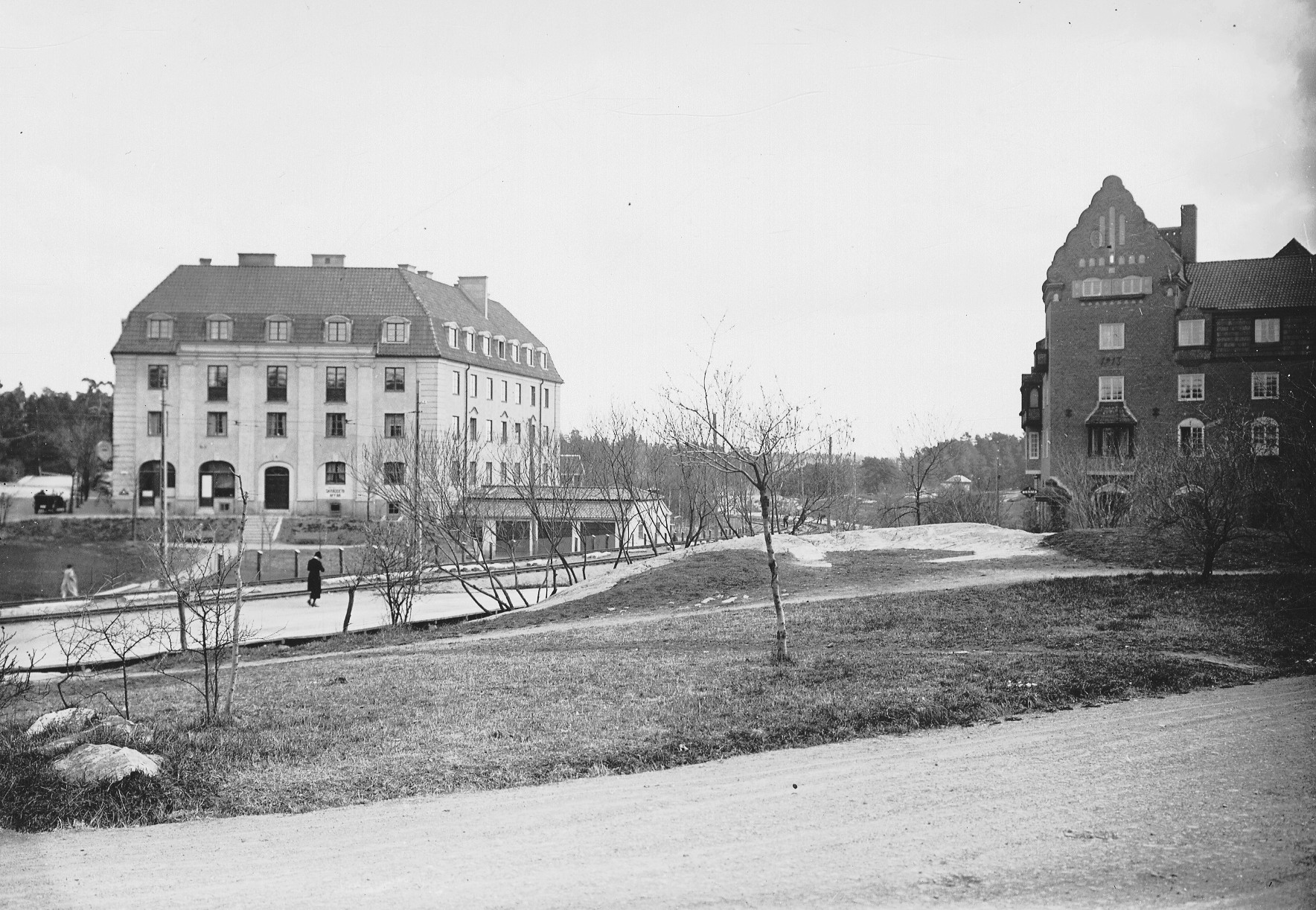
Vasaborgen (t.v.) och Centralpalatset, 1926.
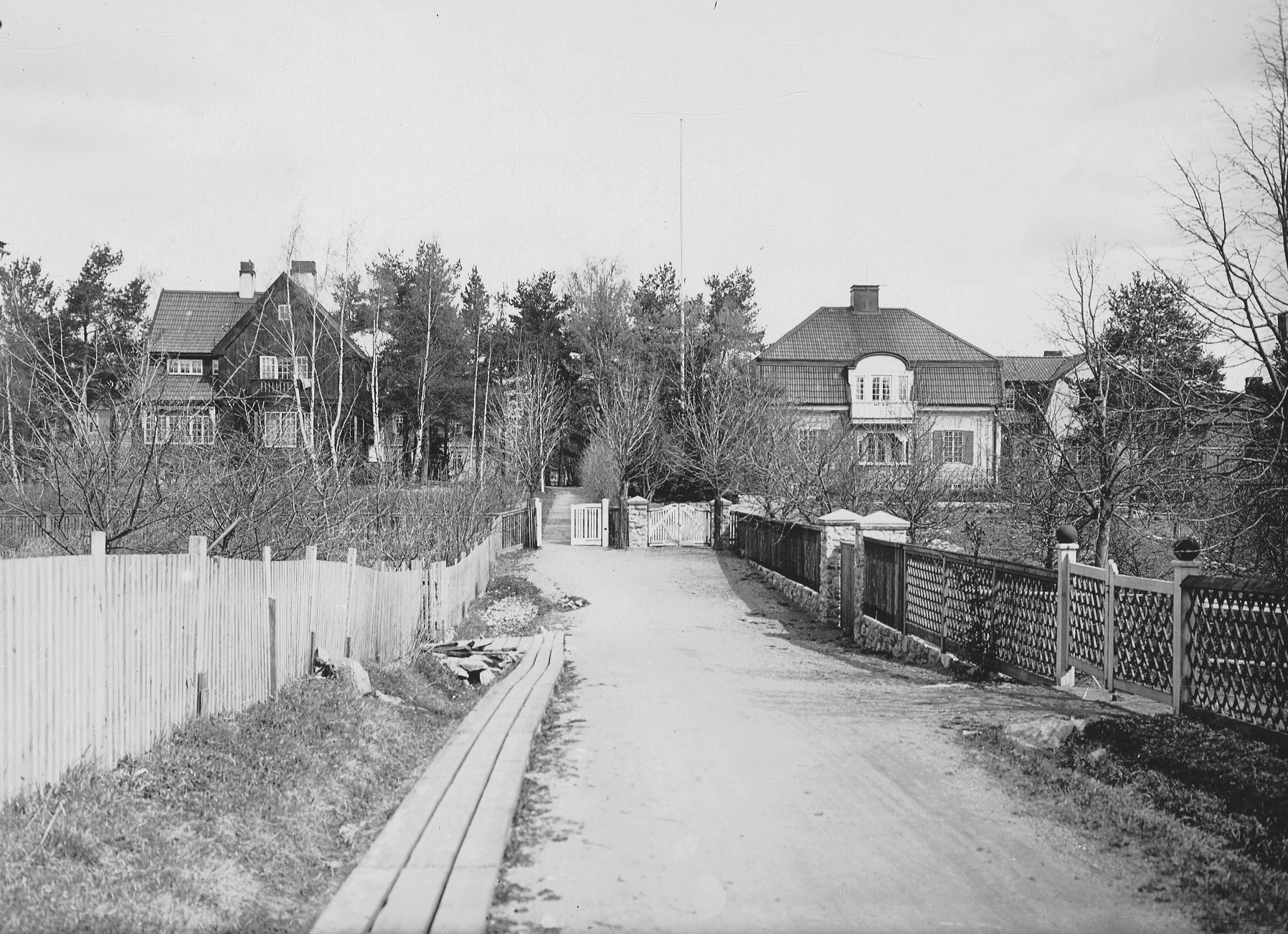
Motiv från Vasavägen / Belevägen, 1926.
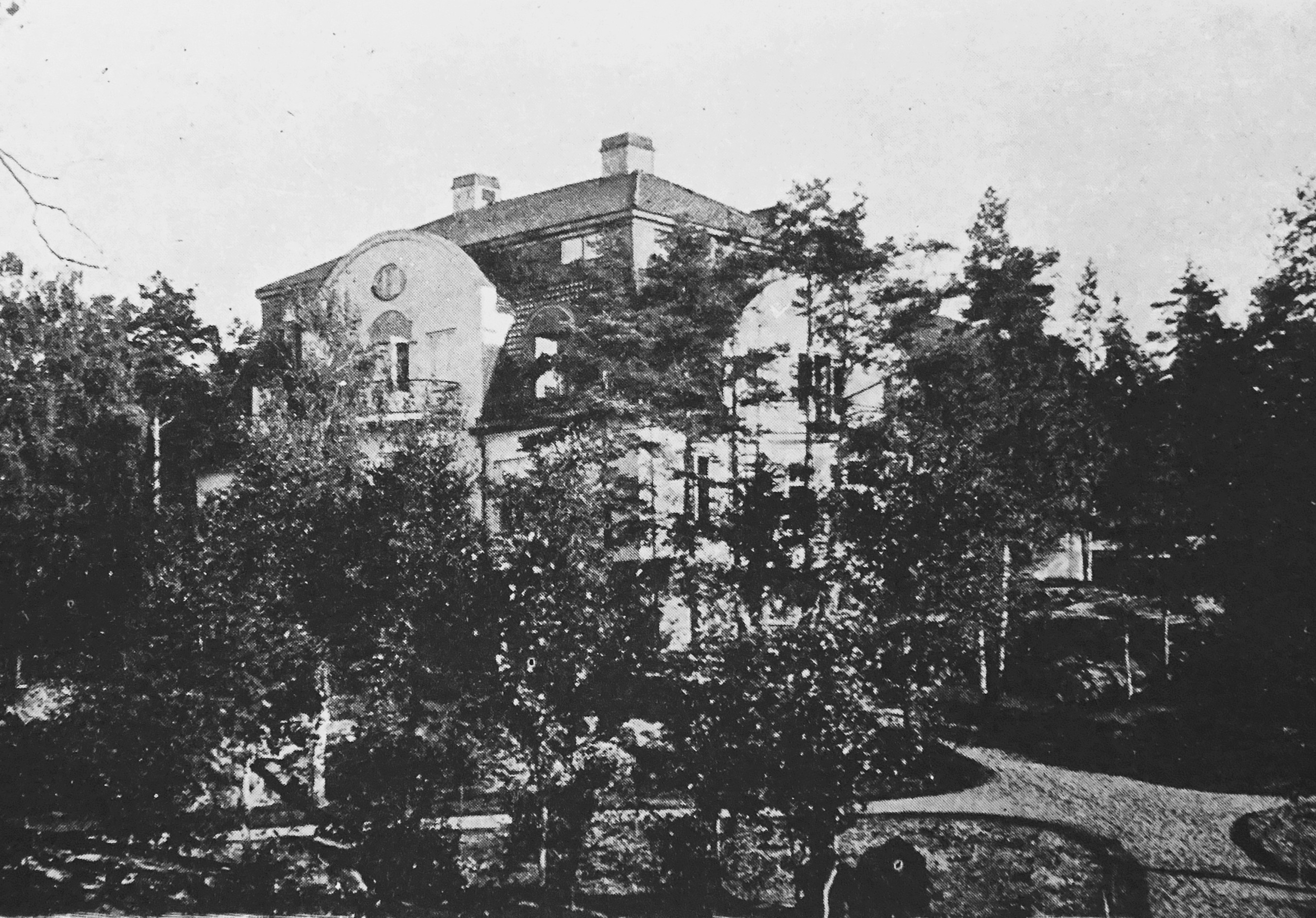
Villa Oldenburg, 1910.

- Villabolagets första kontor i Vattängens gård.
- Villabolagets andra kontor i Canadahusen, Hjalmar Arwin står längst till höger.
- Lidingö Elektricitetsverk.
- Lidingö villastads vattenreservoarer med utsiktstorn.
- Telefonvillan med telefon, telegraf och post.

Historiska bilder
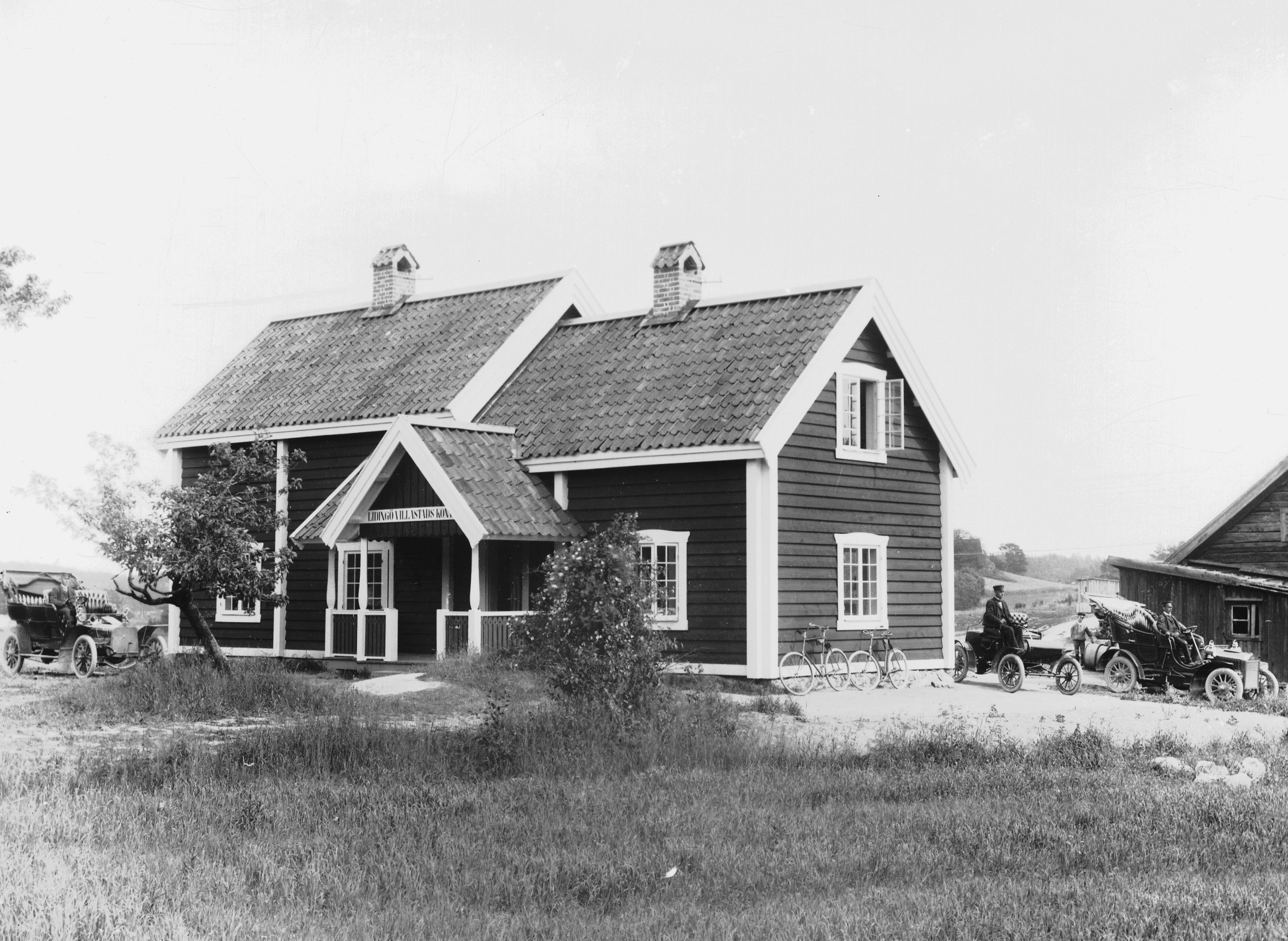
Villabolagets första kontor i Vattängens gård.
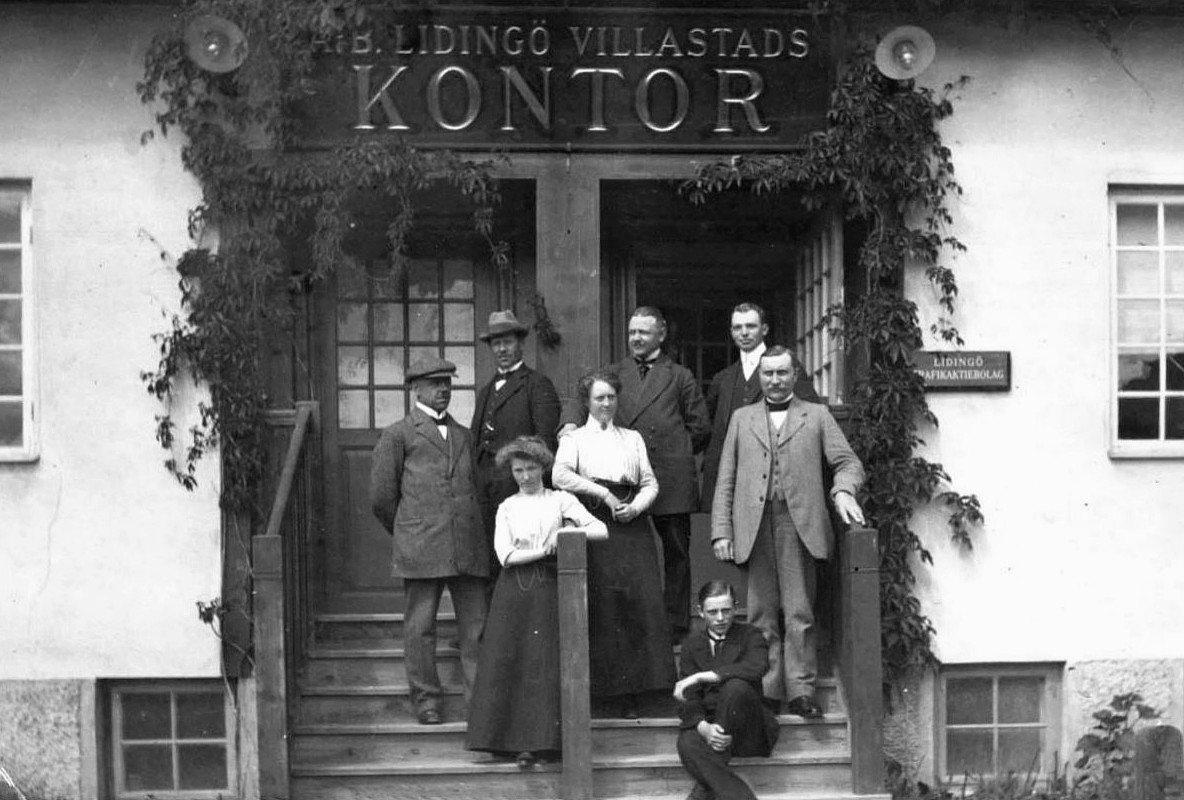
Villabolagets andra kontor i Canadahusen, Hjalmar Arwin står längst till höger.
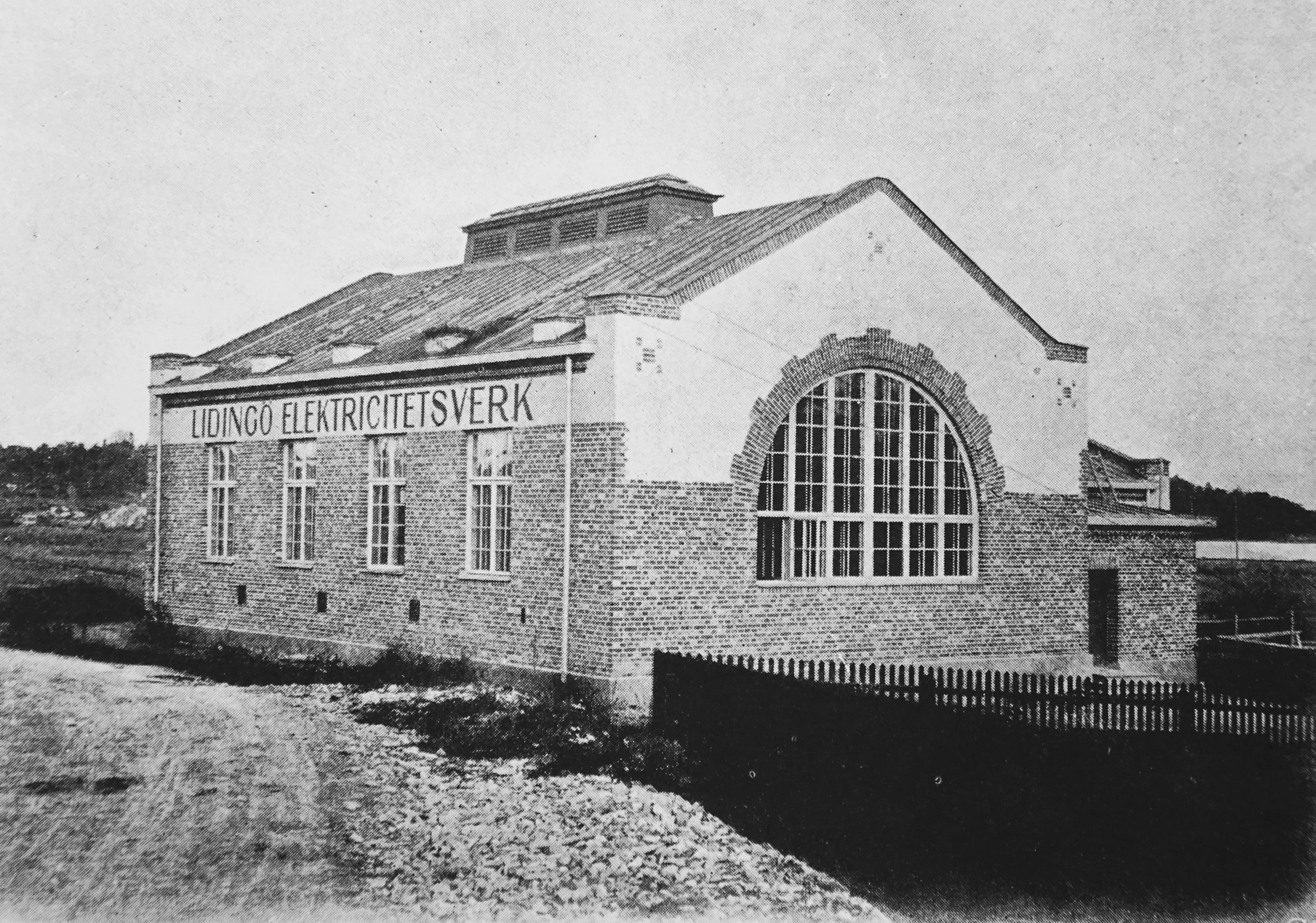
Lidingö Elektricitetsverk.
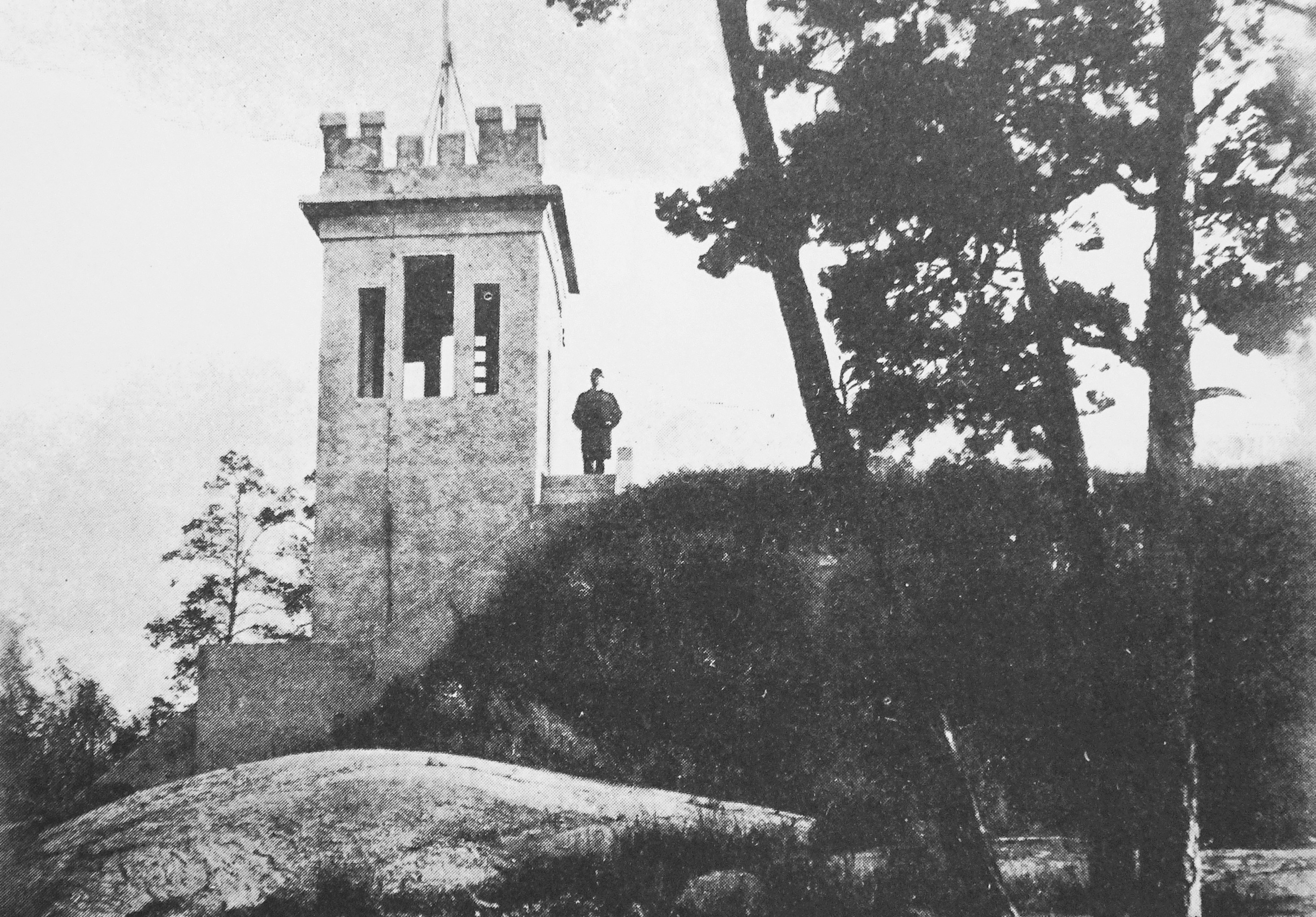
Lidingö villastads vattenreservoarer med utsiktstorn.
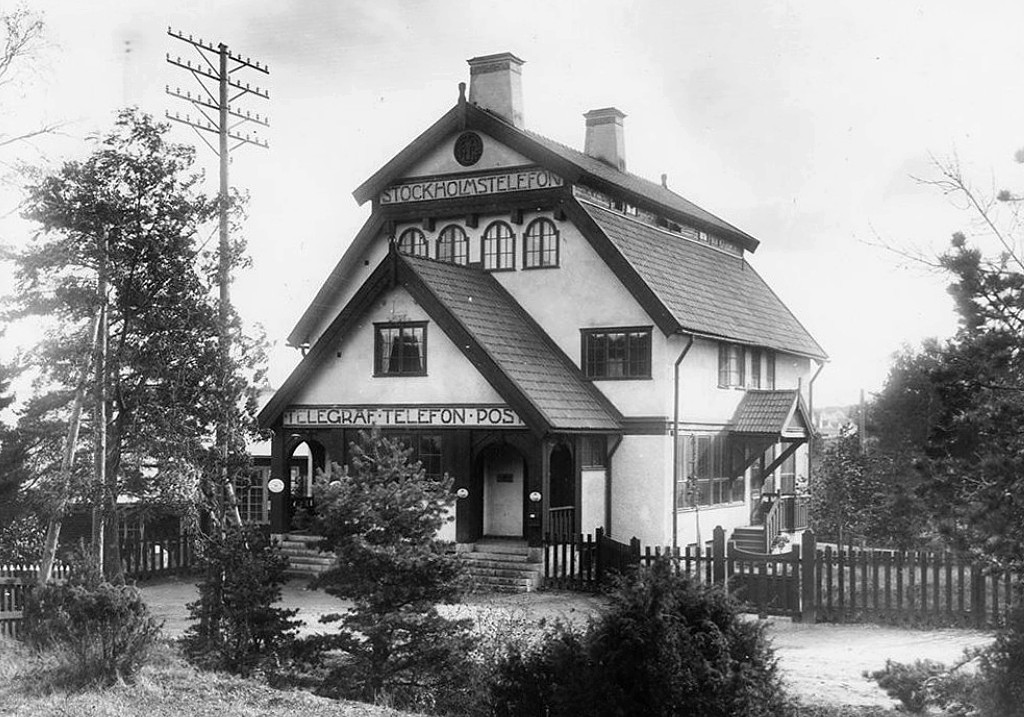
Telefonvillan med telefon, telegraf och post.

- Färjeläget Islinge, 1910.
- Bredablicks friluftsbad, 1911.
- Vasaborgen (t.v.) och Centralpalatset, 1926.
- Motiv från Vasavägen / Belevägen, 1926.
- Villa Oldenburg, 1910.

### Villastadens fall och nya ägare
Under 1910-talet avtog tomtförsäljningen beroende på dels första världskriget och dels den fortfarande olösta brofrågan. 1920 sålde August Hjalmar Andersson som nu kallade sig Hjalmar Arwin sitt aktieinnehav i bolaget och året efter lämnade han även ordförandeskapet. Han avled 1927 två år efter invigningen av Gamla Lidingöbron, blott 56 år gammal.
År 1920, samma år som Hjalmar Arwin lämnat sitt bolag, bildades AB Lidingöstaden som var en sammanslagning av AB Lidingö Villastad, Lidingö Trafik AB, Vestra Yttringe samt Hersby och Sticklinge villastäder. Under 1920- och 1930-talen fortsatte tomtförsäljningen att sjunka ytterligare och det nya bolaget kom på obestånd. För att undvika konkurs gick Svenska Handelsbanken 1931 in med kapital och övertog 1941 verksamheten helt.
År 1943 inköpte Lidingö stad det aktiebolag som idag heter Lidingö stads tomt AB av Svenska Handelsbanken. Staden blev härigenom ägare till större delen av marken från Sticklinge udde till Södergarn, delar av Långängenområdet samt Koltorp. Senare har bolagets markinnehav förändrats genom inköp och försäljning. Genom de stora och mycket fördelaktiga markköpen under 1940-talet har det bland annat blivit möjligt att till rimliga kostnader bevara Elfvikslandet och Långängen som rekreationsområden, idag Långängen-Elfviks naturreservat. Rudboda, det stora området i öster som också ingick i Villabolagets förvärv, blev i stort sett obebyggd fram till 1960-talet. Rudboda fick sin nuvarande bebyggelse huvudsakligen under miljonprogrammet.

Bevarade offentliga byggnader
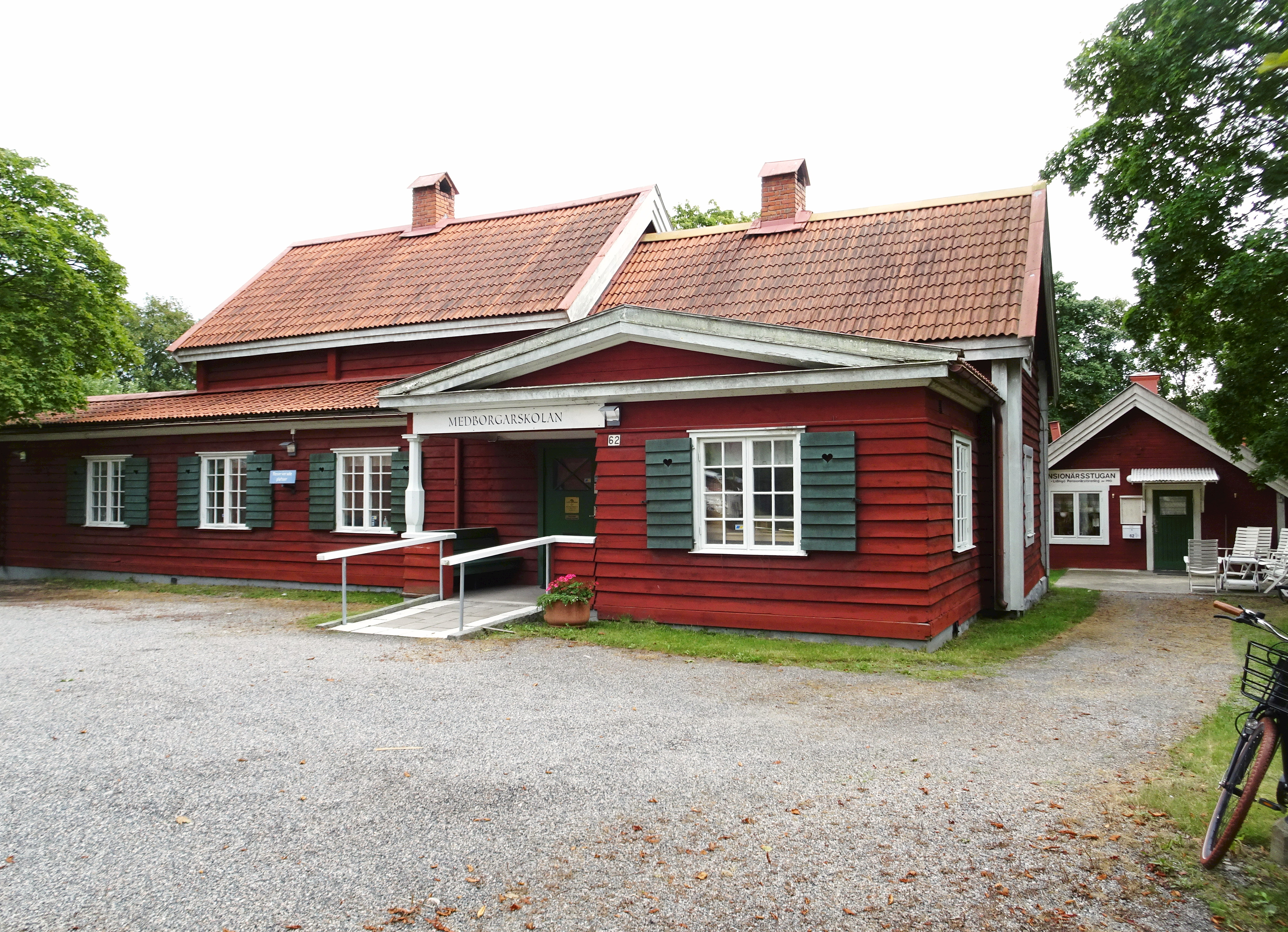
Vattängens gård.
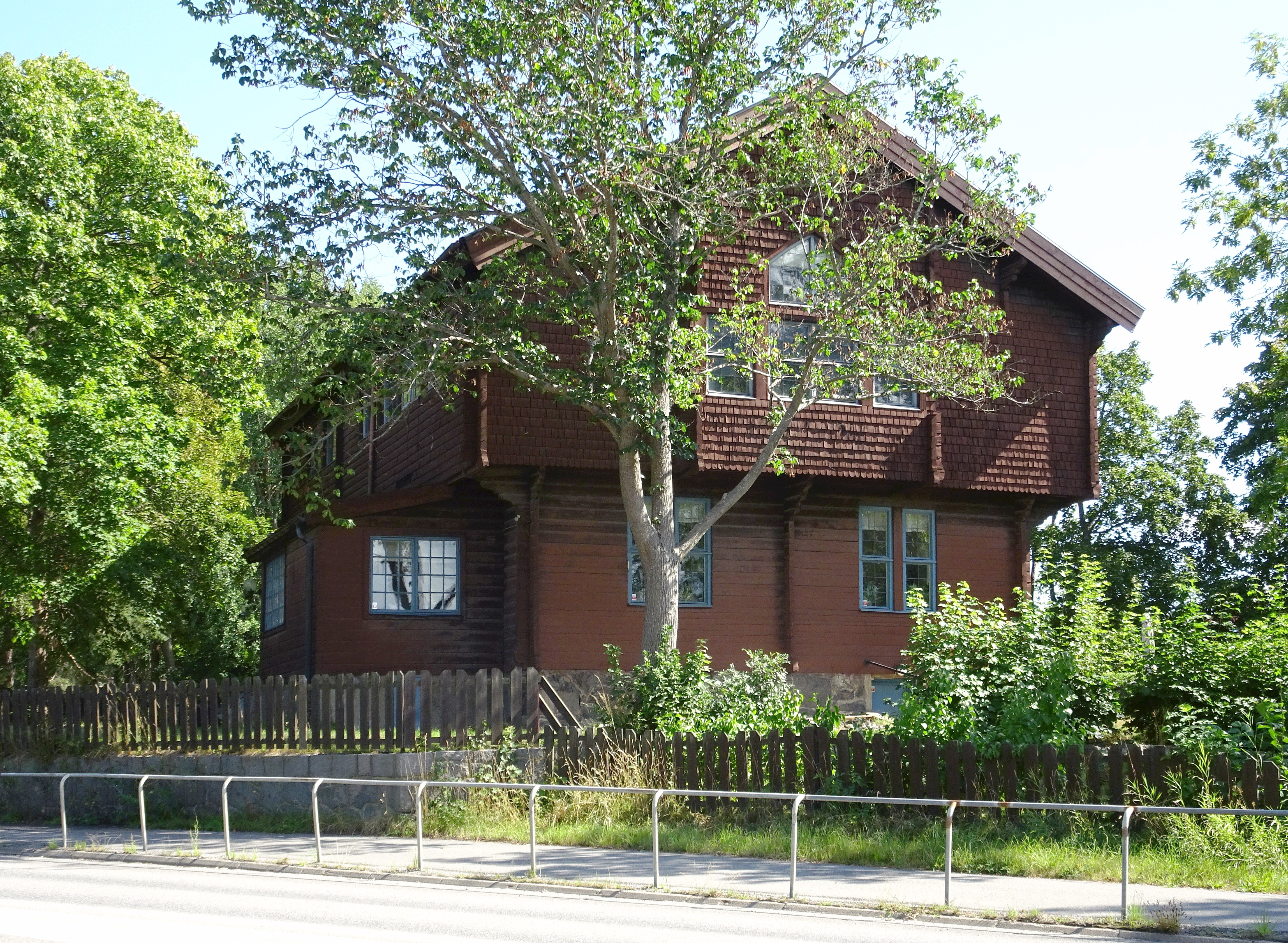
Villa Höganloft.
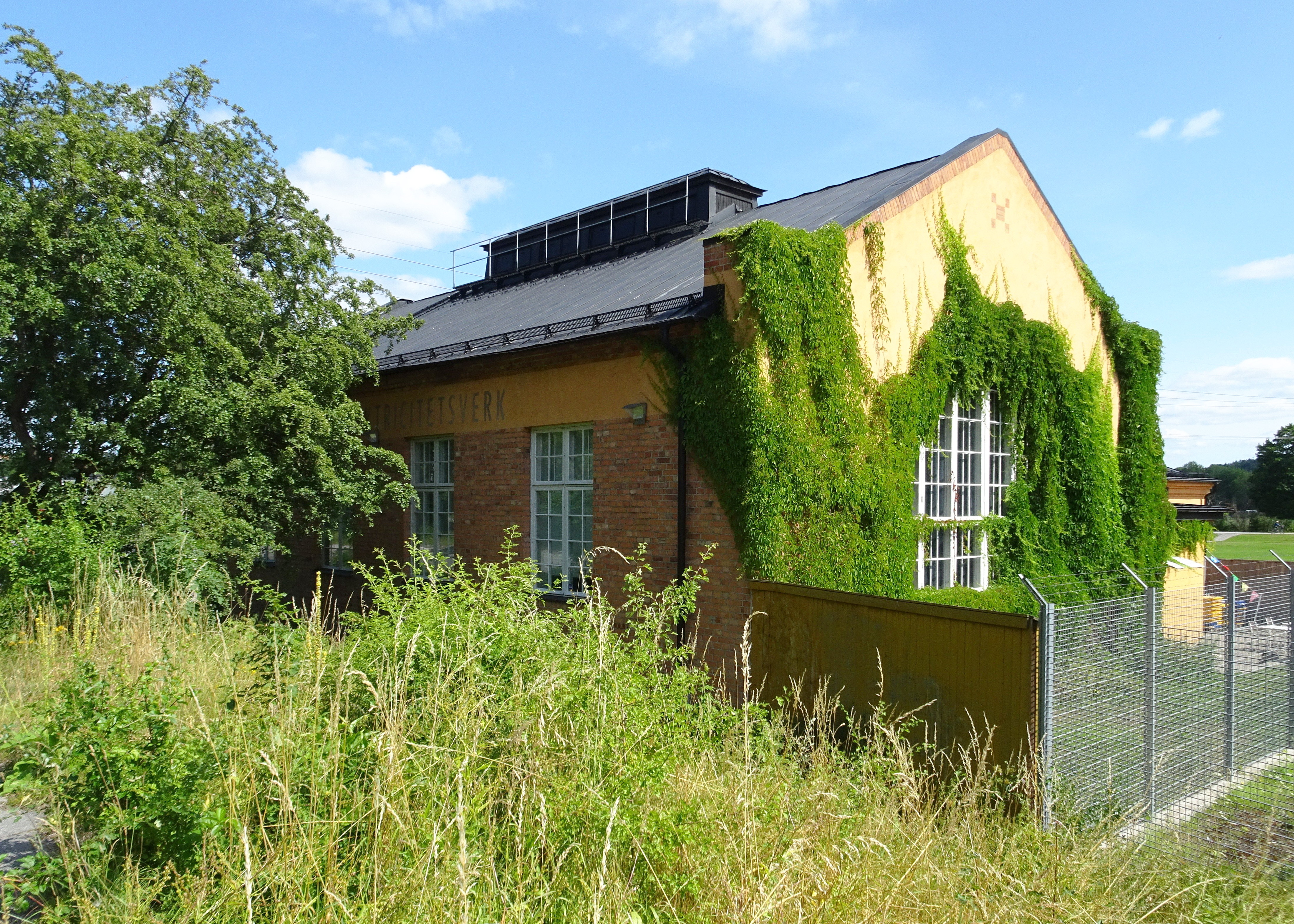
Lidingö Elektricitetsverk.
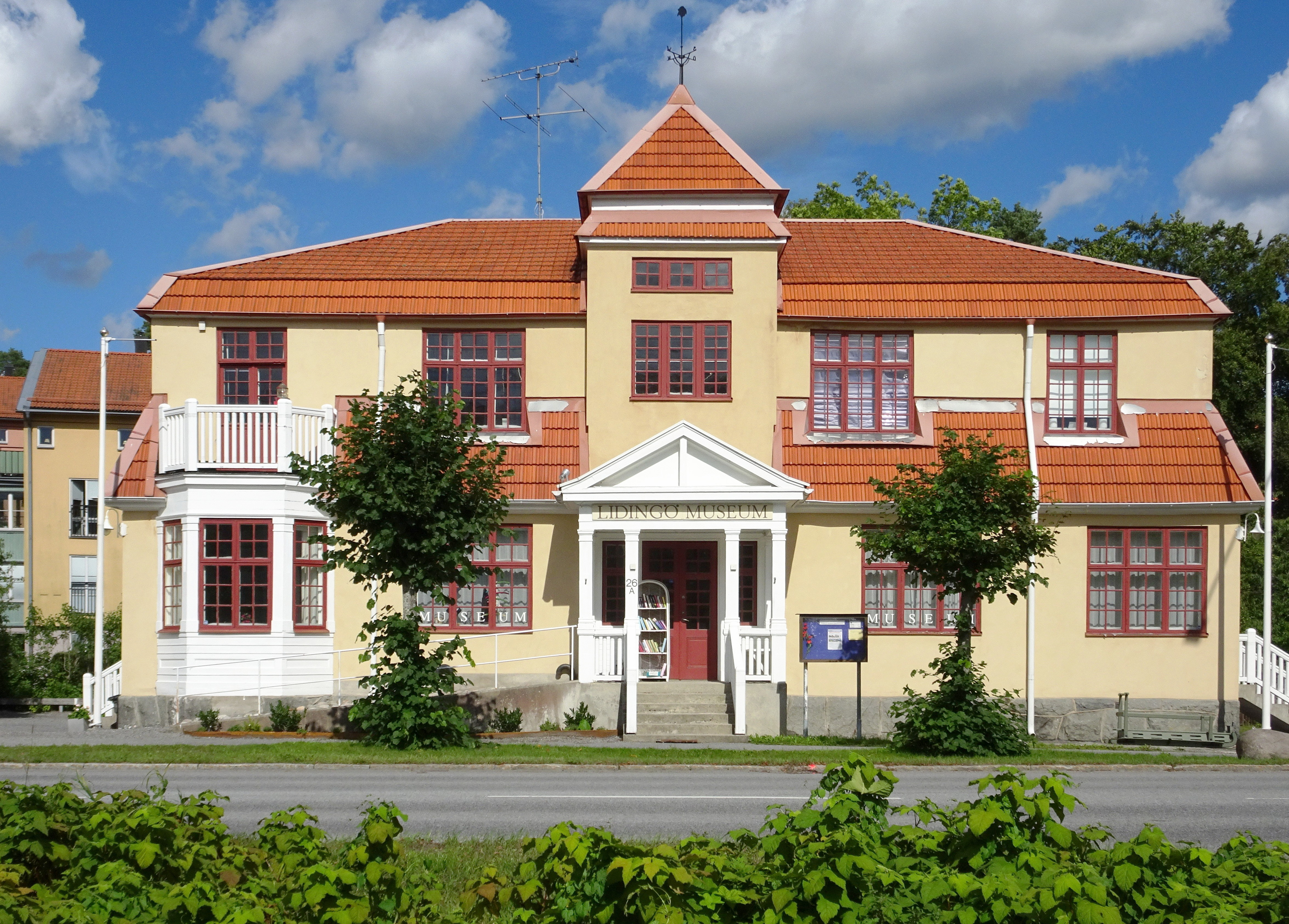
Villa Fornboda, Lidingö museum.
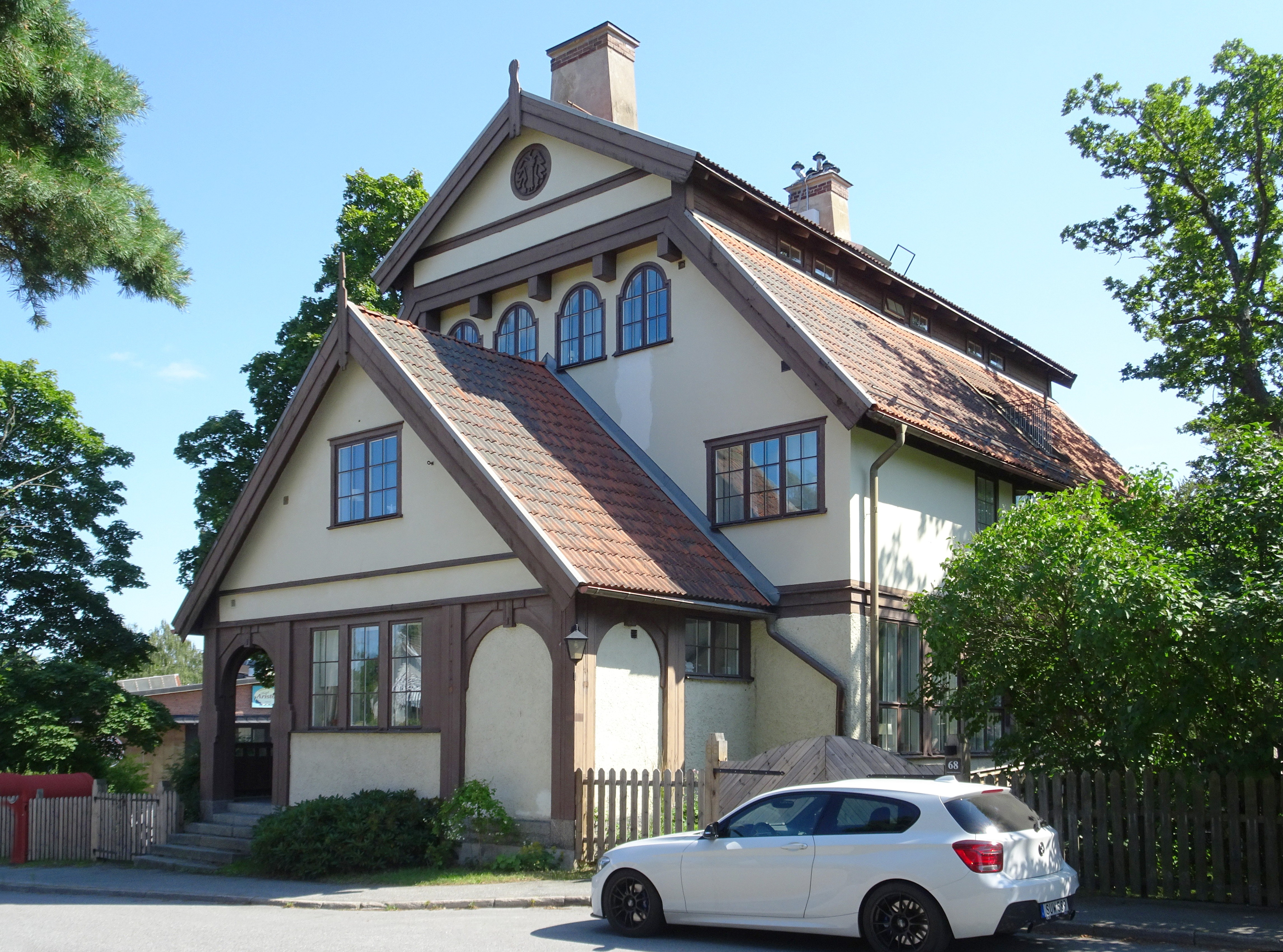
Telefonvillan.

Bevarade villor i kvarteret Holmia
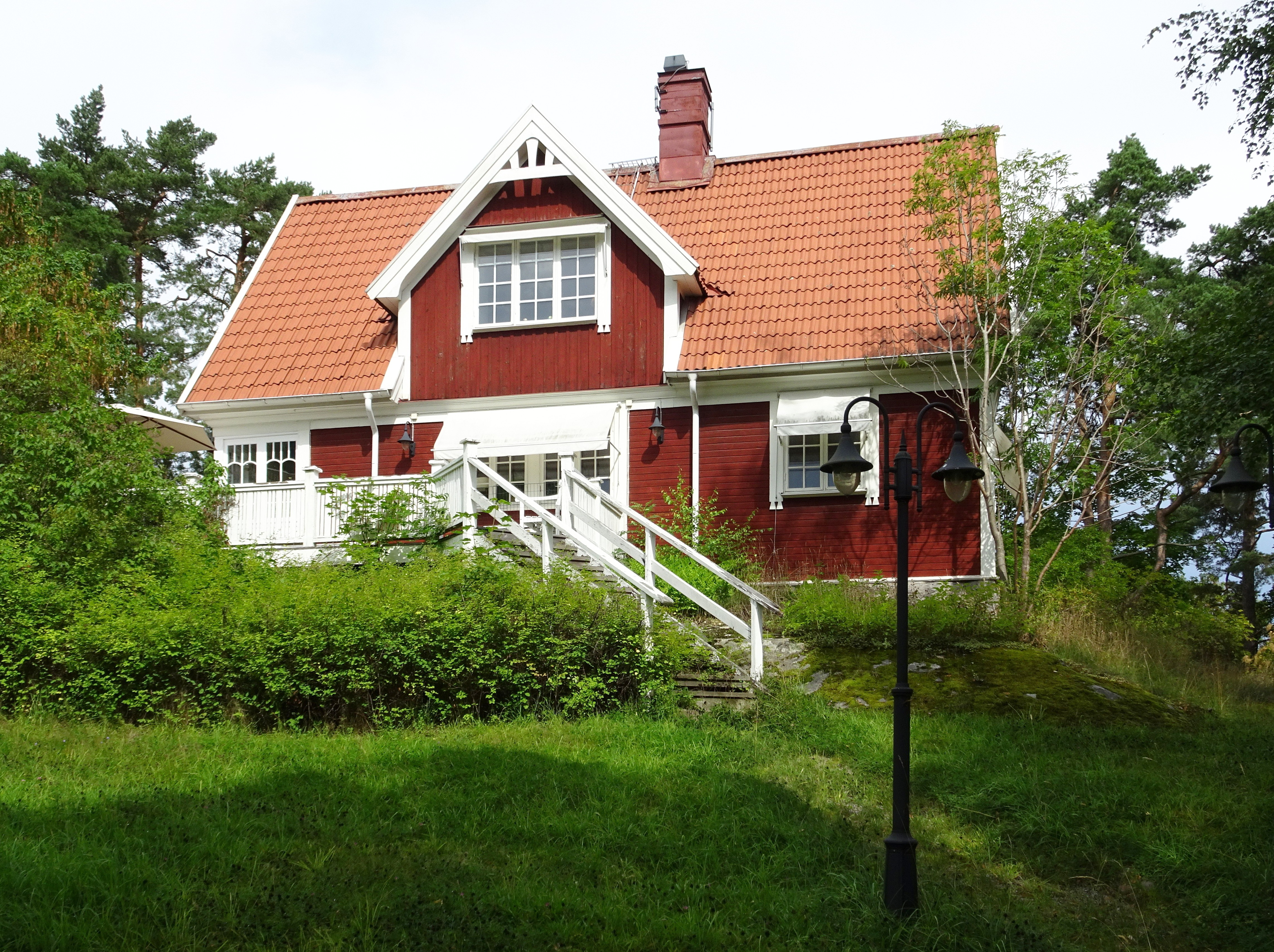
"Skeppargården", Holmia 11, byggår 1906 (troligen villastadens äldsta hus).
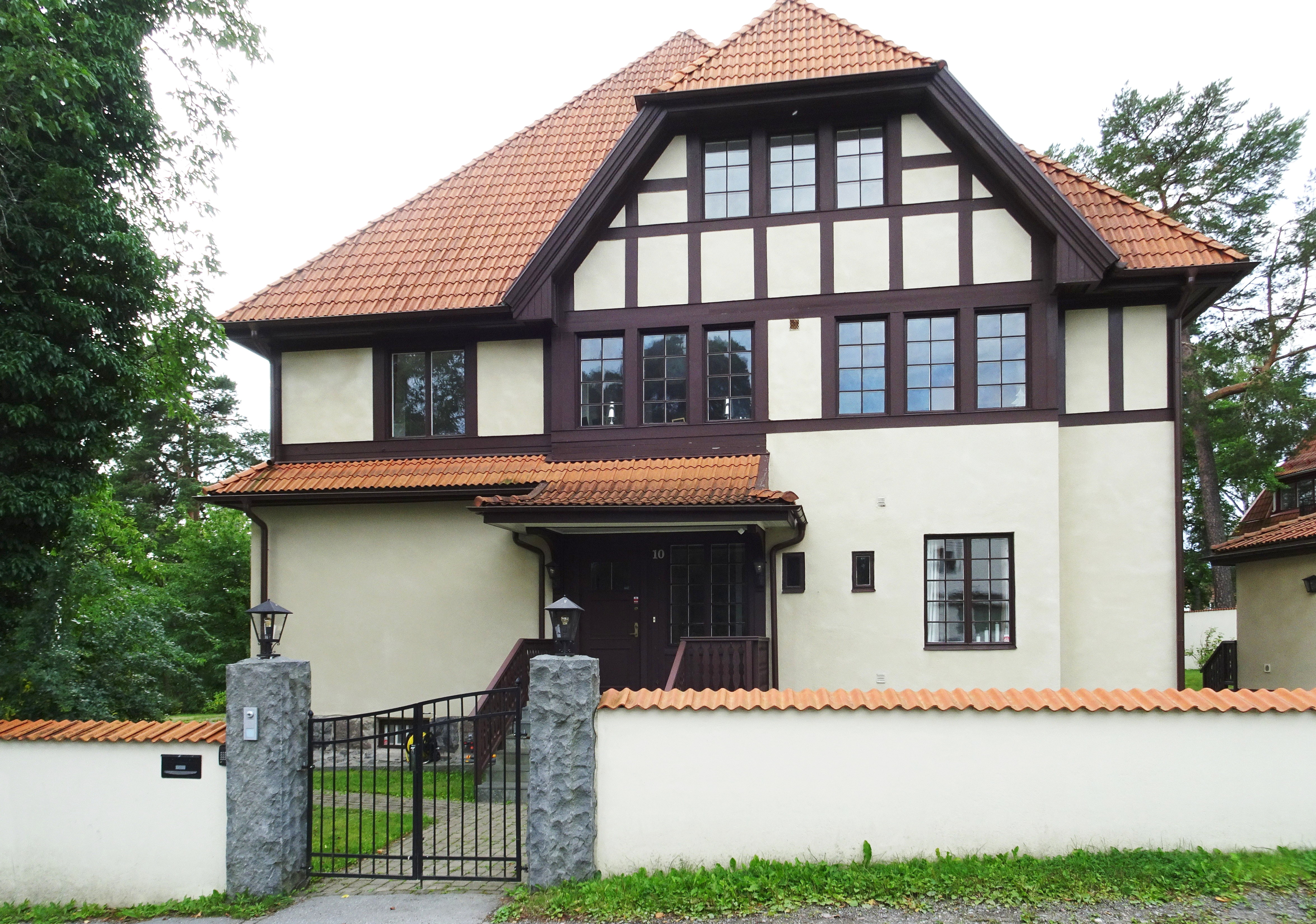
"Villa Carlesson", Holmia 10, byggår 1906-1907.
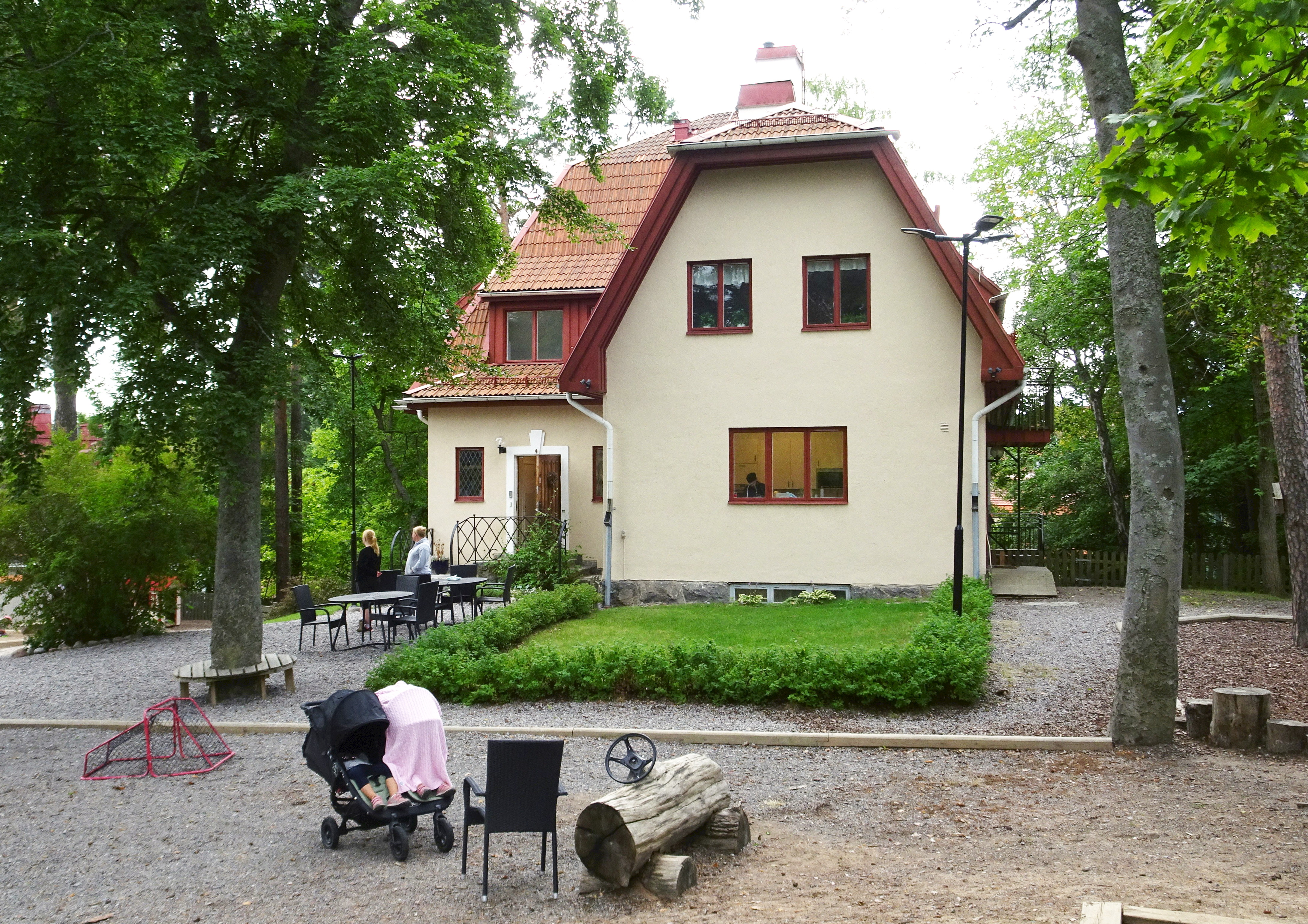
Holmia 5, byggår 1907.
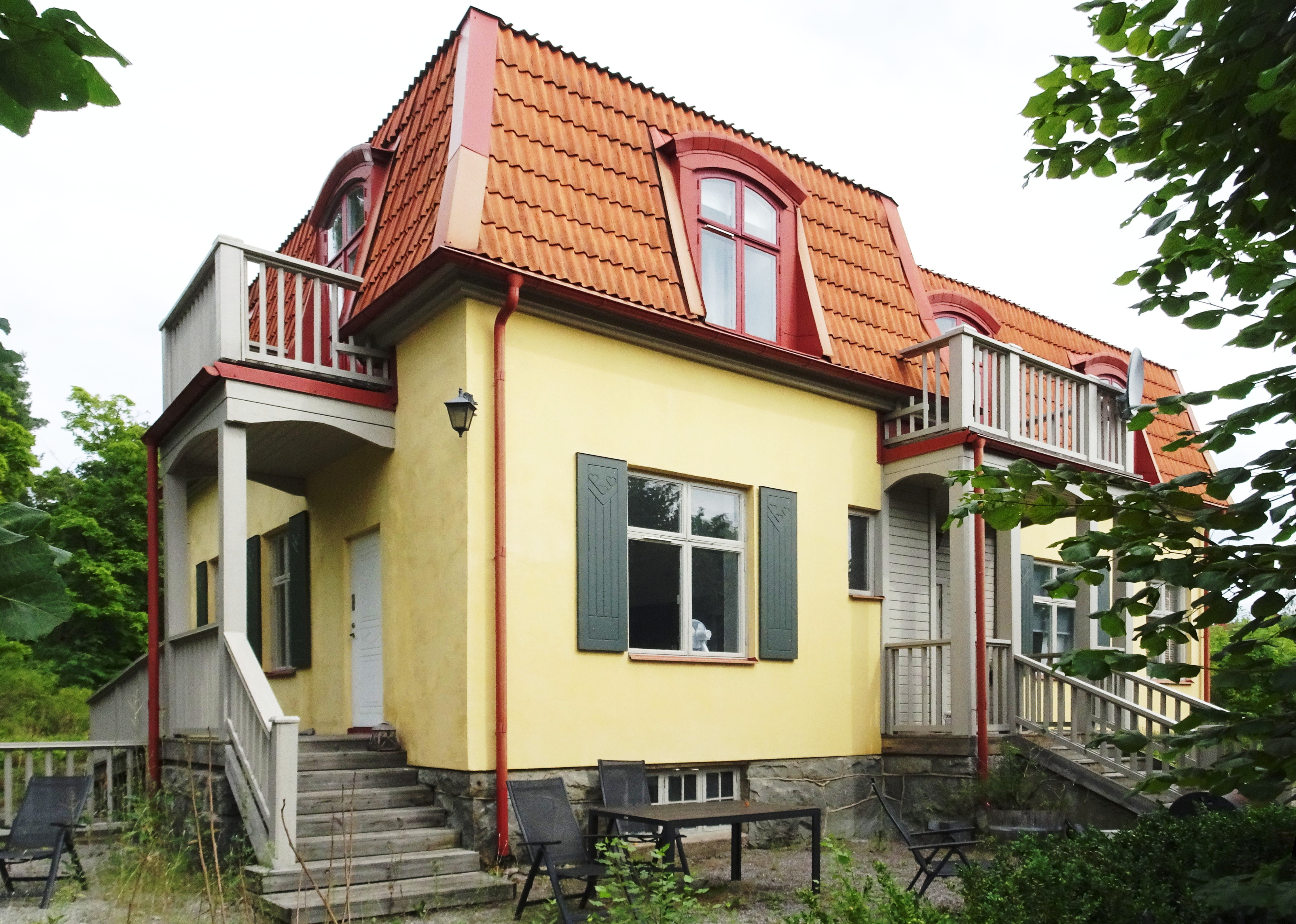
"Villa Solgården", Holmia 9, byggår 1906-1907.
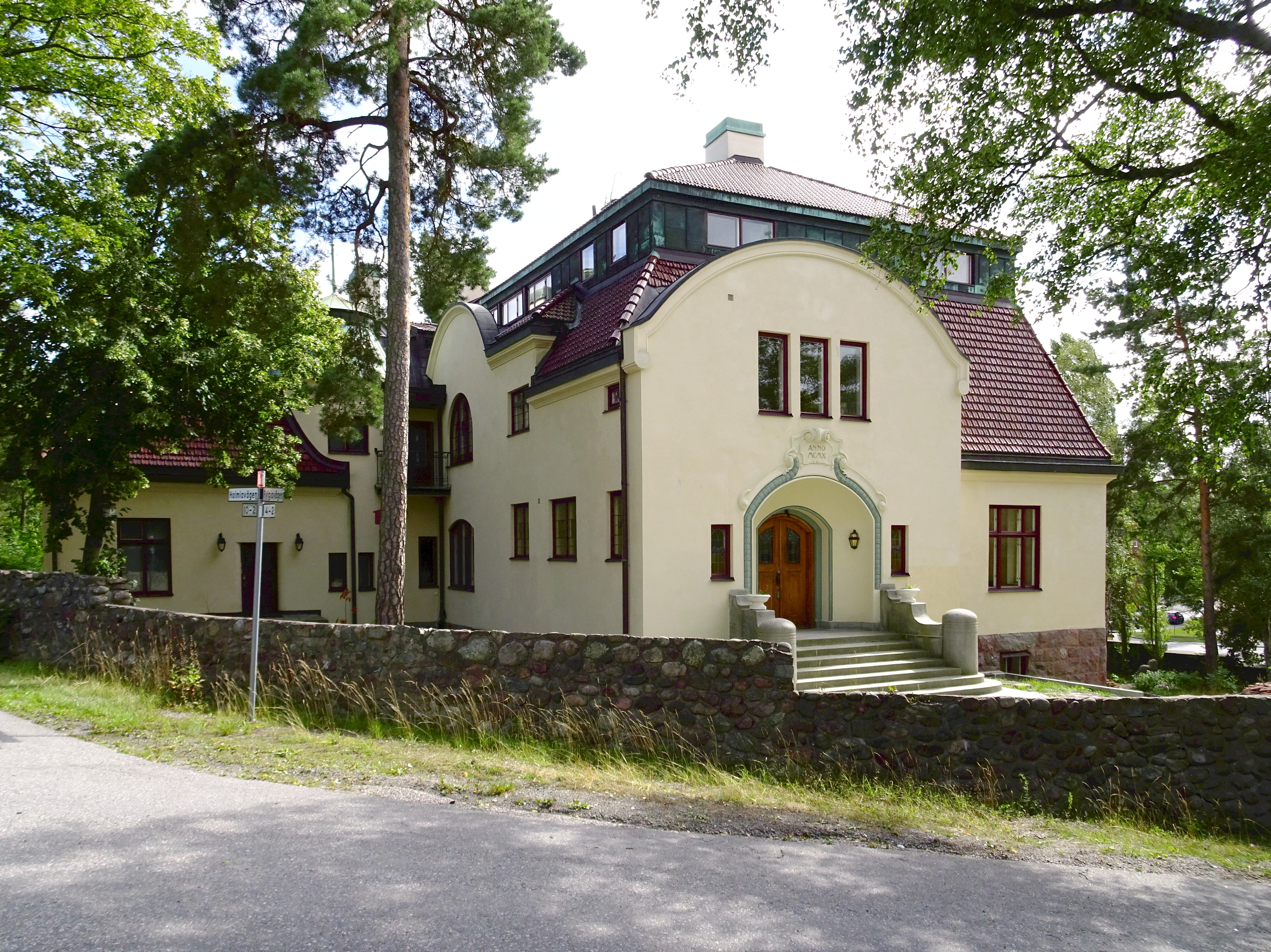
"Villa Oldenburg", Holmia 1, byggår 1909-1910.